# VW Golf

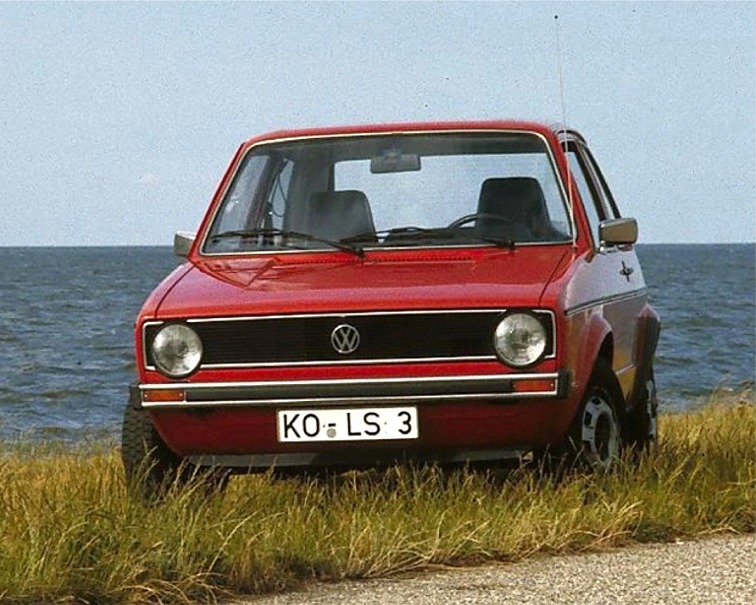
VW Golf der ersten Generation von 1974

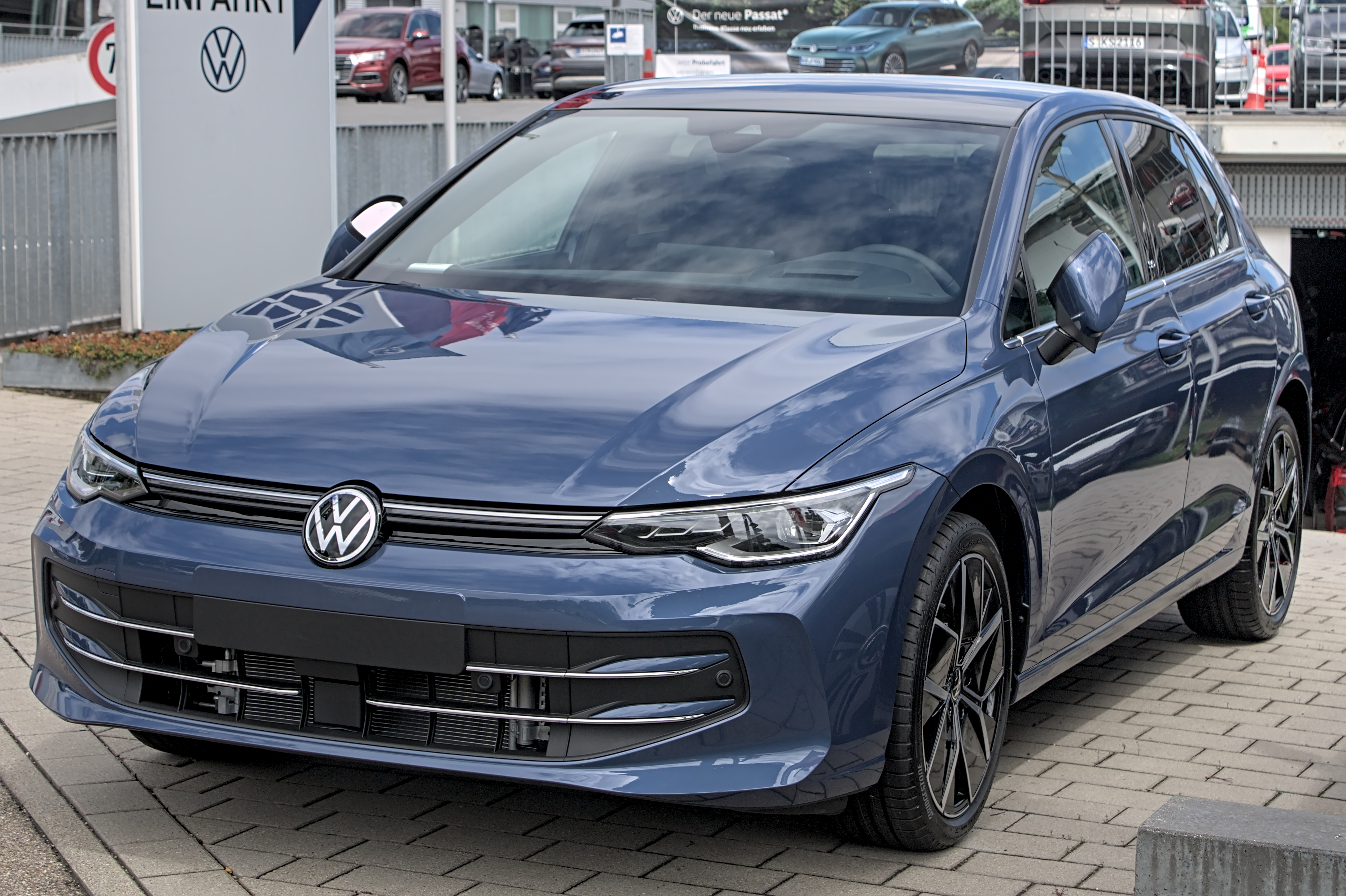
VW Golf VIII von 2024

VW Golf ist eine Pkw-Modellreihe der Kompaktklasse von Volkswagen. Sie wird seit 1974 produziert, seit Dezember 2019 in der achten Generation. Mit über 37 Millionen Exemplaren ist der Golf eines der meistgebauten Autos der Welt.

## Allgemeines

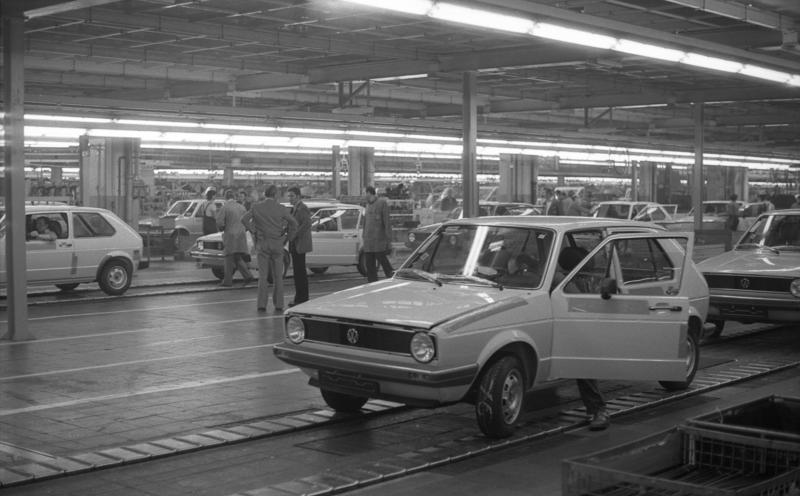
Golf-Montageband im Werk Wolfsburg (1978)

### Fahrzeugkonzept
Der VW Golf ist eine drei- oder fünftürige Schrägheck- oder Kombilimousine (zwei bzw. vier Türen und eine am Dach angeschlagene Heckklappe). Die Fahrzeugabmessungen liegen deutlich über einem Kleinwagen, aber ebenso deutlich unterhalb klassischer Reisewagen der Pkw-Mittelklasse. Der Wagen bietet ausreichend Platz für vier Erwachsene mitsamt Gepäck, der Innenraum lässt sich je nach Bedarf durch Umklappen der Rückbank umgestalten. Alle VW Golf haben Frontantrieb oder zum Teil auch Allradantrieb und quer eingebaute, wassergekühlte Viertakt-Reihenmotoren, wodurch eine gute Raumausnutzung erreicht wird. Mit diesen Merkmalen begründete der Golf – neben einigen weniger erfolgreichen Modellen anderer Hersteller – ein seinerzeit neues Fahrzeugsegment, die sogenannte Kompaktklasse oder auch nach ihm so benannte „Golfklasse“.

### Entstehungsgeschichte
Zur Zeit der Entwicklung war der Golf die „große Hoffnung“ für den VW-Konzern, der sich in einer Krise befand und hohe Verluste schrieb. Seit Ende der 1960er Jahre ging die Nachfrage nach dem Umsatz bringenden VW Käfer zurück, gleichzeitig fiel der Dollarkurs, wodurch der Export in die USA weniger Profit abwarf. Die Modellpalette aus veralteten Fahrzeugen mit luftgekühlten Heckmotoren wurde Anfang der 1970er Jahre mit großem Kraftaufwand erneuert. Das etwas moderner gestaltete Modell VW Typ 3 (VW 1500, später 1600) war 1973 vom Passat abgelöst worden. Der VW 412 und der K 70 verkauften sich nicht gut und waren teuer zu produzieren. Der 1967 entwickelte Prototyp EA 235 mit wassergekühltem Frontmotor blieb ein Einzelstück und hatte keine Auswirkungen auf die Modellpolitik. Auch ein alternatives Modell mit Käfer-Motor vorn und Frontantrieb, der EA 276 von 1969, wurde von der Konzernleitung abgelehnt. Immerhin hatte dieser Prototyp als erster eine Verbundlenkerachse. Diese Aufhängung wurde mit Scirocco und Golf in die Serienproduktion überführt, inzwischen ist sie bei kleineren Frontantriebsfahrzeugen die meistverwendete Achskonstruktion.
Anfang der 1970er Jahre wurde innerhalb kurzer Zeit ein neues Modellprogramm moderner Frontantriebs-Fahrzeuge mit Wasserkühlung entwickelt, das die bisherige Modellpalette ablöste und den VW-Konzern aus seiner Absatzkrise führte. Dabei bediente VW sich teilweise der Fahrzeugtechnik der einige Jahre zuvor erworbenen Auto Union GmbH (Audi), die solche Fahrzeuge schon seit 1931 im Programm hatte. Das erste dieser neuen Modelle war der mit dem Audi 80 fast baugleiche Mittelklassewagen Passat. Dann folgten die Eigenentwicklungen Scirocco und der erste Golf, der als Nachfolger des VW Käfer vorgesehen war. Die anderen Fahrzeuge sind der Kleinwagen Audi 50 und der ihm baugleiche Polo.
Ursprünglich war als Nachfolger des VW Käfer ein Fahrzeug mit dem VW-typischen Heckantrieb geplant. So entstand zunächst unter der Leitung von Ferdinand Piëch bei Porsche der EA 266 (EA bedeutet Entwicklungsauftrag) mit wassergekühltem Mittelmotor längs unter der Rückbank. Die Vorbereitungen zur Serienproduktion wurden jedoch nach einem Wechsel an der Konzernspitze vom neuen Vorstandsvorsitzenden Rudolf Leiding Ende 1971 gestoppt. Gründe waren zu hohe Produktionskosten und die ungünstige Lage des Motors unter der Rücksitzbank, die das Fahrzeug störanfällig und wenig wartungsfreundlich gemacht hätte.
Stattdessen wurde eine Entwicklungsstudie namens EA 337 aufgegriffen und zur Serienreife gebracht, die seinerzeit parallel zu den anderen Entwürfen begonnen worden war. Die Form dieses Wagens gestaltete der italienische Fahrzeugdesigner Giorgetto Giugiaro in seinem Unternehmen Italdesign. Er gab mit der charakteristischen Schrägheck-Karosserie das gestalterische Grundkonzept für alle weiteren Golf-Modelle vor. Giugiaro war auch für das Design des Scirocco und das Schrägheck des Passat verantwortlich.
Über die Namensherkunft des VW Golf gehen die Meinungen auseinander. Zunächst sollte der Golfstrom Namensgeber gewesen sein, dann aber auch die Ballsportart Golf, was durch einen Golfball als Schalthebelknauf bestätigt zu sein scheint. Aber außerdem gibt es eine Version, der zufolge der VW Golf nach dem gleichnamigen Pferd eines VW-Mitarbeiters benannt sein soll.

### Statistik
Auf dem Golf als Nachfolger des Käfers ruhten die Hoffnungen des VW-Konzerns. Aufgrund der Ölkrise war der sofortige Verkaufserfolg dennoch offenbar überraschend für die Konzernleitung. Innerhalb weniger Monate entwickelte sich der Golf zu einem großen Verkaufserfolg, der bis heute anhält. So wurden seit Erscheinen des ersten Modells bisher (2025) über 37 Millionen Fahrzeuge in insgesamt acht aufeinanderfolgenden Baureihen produziert. Damit ist der Golf eines der meistgebauten Autos der Welt. Er rangiert weltweit an dritter Stelle hinter dem Toyota Corolla und der Ford F-Serie. Am 30. Mai 1994 lief der 15-millionste VW Golf vom Band, der von Ferdinand Piëch persönlich aus der Werkshalle gefahren wurde. Kurz darauf am 1. Juni 1994 wurden mehr Golf als Ford Modell T produziert. Als am 25. Juni 2002 Golf Nummer 21.517.415 vom Band lief, wurde der Rekord des VW Käfer gebrochen, der seit 17. Februar 1972 als das weltweit meistgebaute Auto galt.
Der 29. März 1974 war Produktionsbeginn, als der erste Golf in Wolfsburg vom Band lief. Speziell in Deutschland war der Golf praktisch seit Produktionsbeginn zudem fast durchgehend das Fahrzeug mit der höchsten Zahl an Neuzulassungen, teilweise mit über 400.000 Fahrzeugen pro Jahr. Auch im Rest Europas ist er insgesamt der meistverkaufte Pkw, wenngleich er nicht in allen Ländern die Zulassungsstatistik anführt. Innerhalb des VW-Konzerns wies der Golf 2012 mit rund 900.000 Einheiten jährlich die dritthöchsten Produktionszahlen auf, hinter dem Passat und dem Jetta.
Im Juni 2013 wurde in Wolfsburg der 30-millionste Golf produziert.
Ende März 2020 wurde verkündet, dass der Golf von der Spitze der meisten Neuzulassungen verdrängt worden ist. Er war bis dahin in Europa das meistverkaufte Auto und wurde nun vom Renault Clio abgelöst. Im Zuge der Corona-Pandemie und dem Stopp der VW-Produktion ist die Spitzenposition verloren gegangen. Im Februar haben die europäischen Behörden 24.914 Zulassungen des Renault Clio gezählt. Der Golf musste sich mit 24.735 Neuzulassungen von seinem bisherigen Spitzenplatz verabschieden. In der Schweiz war der Golf von 1975 bis 2016 ununterbrochen das meistverkaufte Auto, es folgte der Škoda Octavia, bevor dieser 2021 vom Tesla Model 3 und 2022 vom Tesla Model Y abgelöst wurde. Waren 2015 weltweit noch über eine Million Golf gebaut worden, reduzierte sich das Produktionsvolumen im Jahr 2024 auf etwas über 300.000 Modelle der Baureihe. Als Ursache werden verschiedene Gründe aufgeführt. Die Qualität des Golf VIII soll im Vergleich zum Golf VII nachgelassen haben. Weiter erhielten Golf-Ableger wie Cabrio oder Sportsvan keine Nachfolgemodelle. Darüber hinaus stiegen die Verkaufszahlen von SUV wie dem VW T-Roc deutlich an.

### Lebenszyklen
Die Lebenszyklen nahmen von Golf I bis Golf VI kontinuierlich ab und verkürzten sich von neun Jahren auf vier Jahre um mehr als die Hälfte, mit dem Golf VII erhöhte sich der Lebenszyklus wieder deutlich auf neun Jahre.
| Modell       | Bauzeit     | Zyklus  |
| ------------ | ----------- | ------- |
| VW Golf I    | 1974 – 1983 | 9 Jahre |
| VW Golf II   | 1983 – 1992 | 9 Jahre |
| VW Golf III  | 1991 – 1997 | 6 Jahre |
| VW Golf IV   | 1997 – 2003 | 6 Jahre |
| VW Golf V    | 2003 – 2008 | 5 Jahre |
| VW Golf VI   | 2008 – 2012 | 4 Jahre |
| VW Golf VII  | 2012 – 2021 | 9 Jahre |
| VW Golf VIII | seit 2019   |         |

### Abmessungen und Leergewicht
Mit der Entwicklung der Modelle stiegen Abmessungen und Leergewicht stetig. Von VW Golf I bis VW Golf VIII ergeben sich folgende Zunahmen: Länge 58 cm, Breite 18 cm, Höhe 8 cm, Radstand 22 cm und Leergewicht 505 kg (entspricht einer Zunahme um 67 %).
| Modell       | Länge        | Breite       | Höhe         | Radstand     | Leergewicht  |
| ------------ | ------------ | ------------ | ------------ | ------------ | ------------ |
| VW Golf I    | 3705 mm      | 1610 mm      | 1390–1410 mm | 2400 mm      | 750–805 kg   |
| VW Golf II   | 3985–4040 mm | 1665–1680 mm | 1415 mm      | 2475 mm      | 845–1165 kg  |
| VW Golf III  | 4020 mm      | 1695–1710 mm | 1405–1425 mm | 2471–2474 mm | 960–1380 kg  |
| VW Golf IV   | 4149–4397 mm | 1735 mm      | 1439–1485 mm | 2512–2517 mm | 1050–1477 kg |
| VW Golf V    | 4204–4206 mm | 1759 mm      | 1470–1483 mm | 2578 mm      | 1155–1590 kg |
| VW Golf VI   | 4199–4534 mm | 1779–1786 mm | 1461–1504 mm | 2578 mm      | 1217–1541 kg |
| VW Golf VII  | 4255–4586 mm | 1799 mm      | 1442–1515 mm | 2637 mm      | 1205–1615 kg |
| VW Golf VIII | 4284–4644 mm | 1789 mm      | 1466–1498 mm | 2619–2678 mm | 1255–1630 kg |

### Neupreise
Im Folgenden sind die Listenpreise für die günstigsten Varianten der jeweiligen Baureihen aufgeschlüsselt.
| Modell       | Listenpreis | inflationsbereinigt |
| ------------ | ----------- | ------------------- |
| VW Golf I    | 07.995 DM   | 13.563 €            |
| VW Golf II   | 13.490 DM   | 15.364 €            |
| VW Golf III  | 19.974 DM   | 19.638 €            |
| VW Golf IV   | 25.700 DM   | 21.339 €            |
| VW Golf V    | 15.220 €    | 22.987 €            |
| VW Golf VI   | 16.500 €    | 22.639 €            |
| VW Golf VII  | 16.975 €    | 22.055 €            |
| VW Golf VIII | 19.995 €    | 23.851 €            |

## Modellgeschichte

### Baureihen im Überblick
Seit Mai 1974 wurde der Golf in nunmehr acht Generationen auf den Markt gebracht:

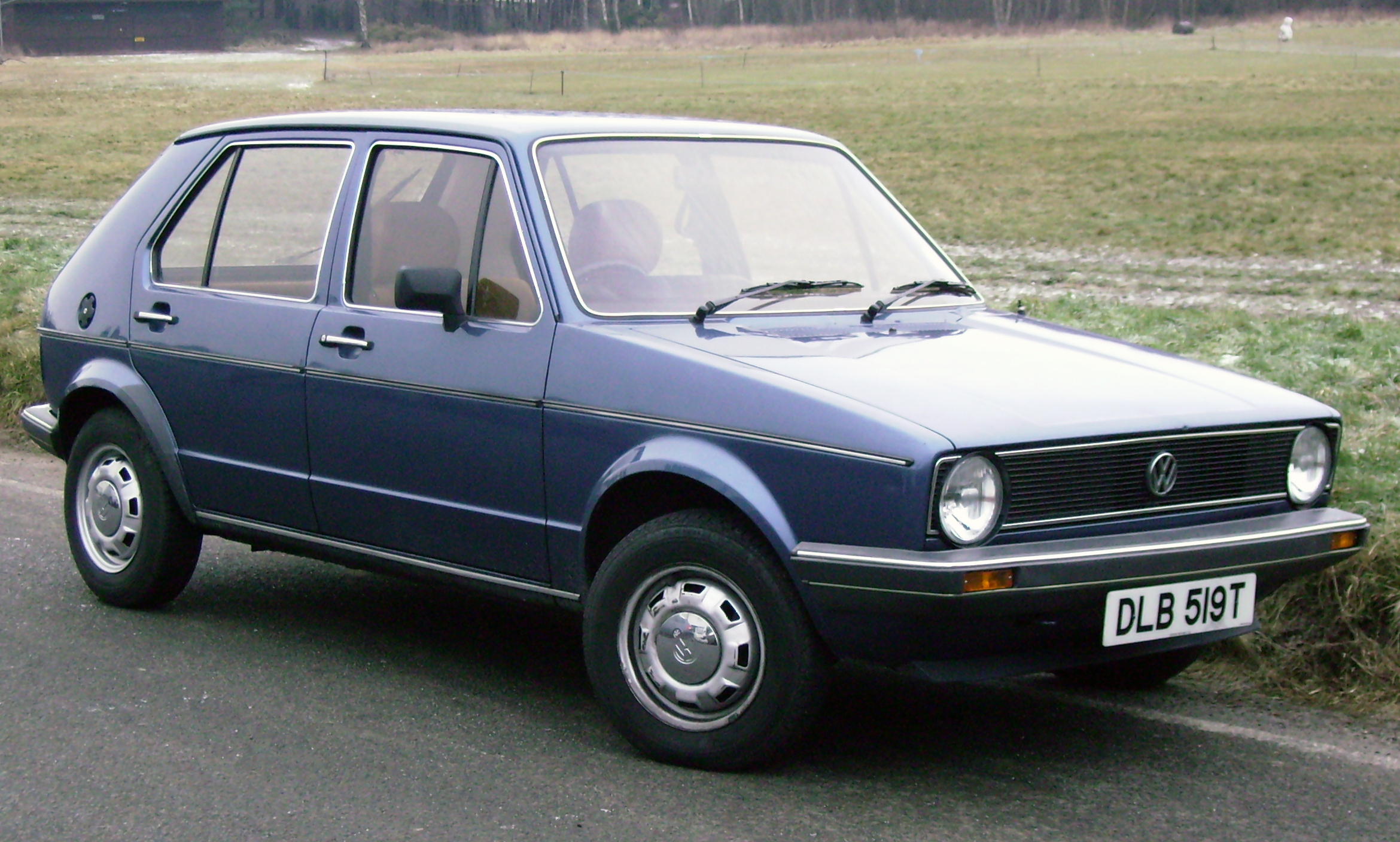
Golf I (Typ 17) (1974–1983, in Südafrika als VW Citi Golf noch bis 2009 gebaut; Cabrio: 1979–1993)
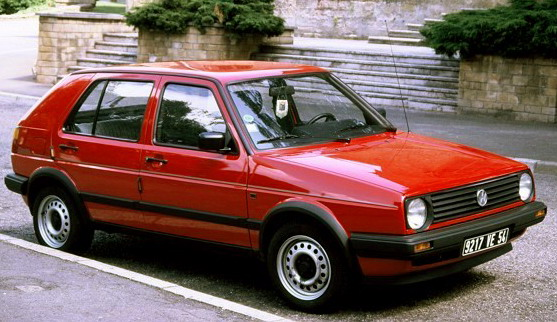
Golf II (Typ 19E bzw. 1G1, 1983–1992)
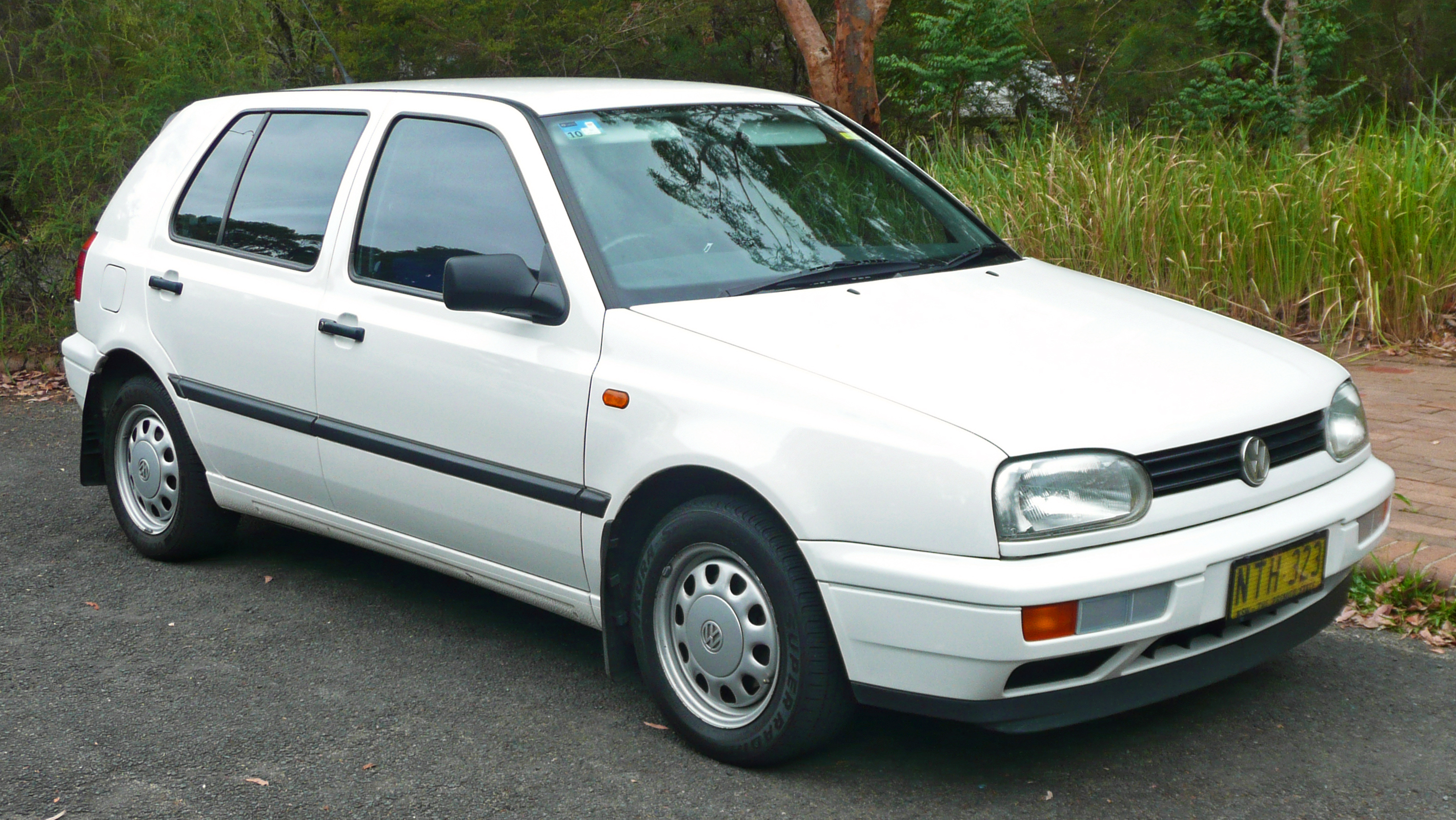
Golf III (Typ 1H) (1991–1997; Variant: 1993–1999, Cabrio: 1993–2002)
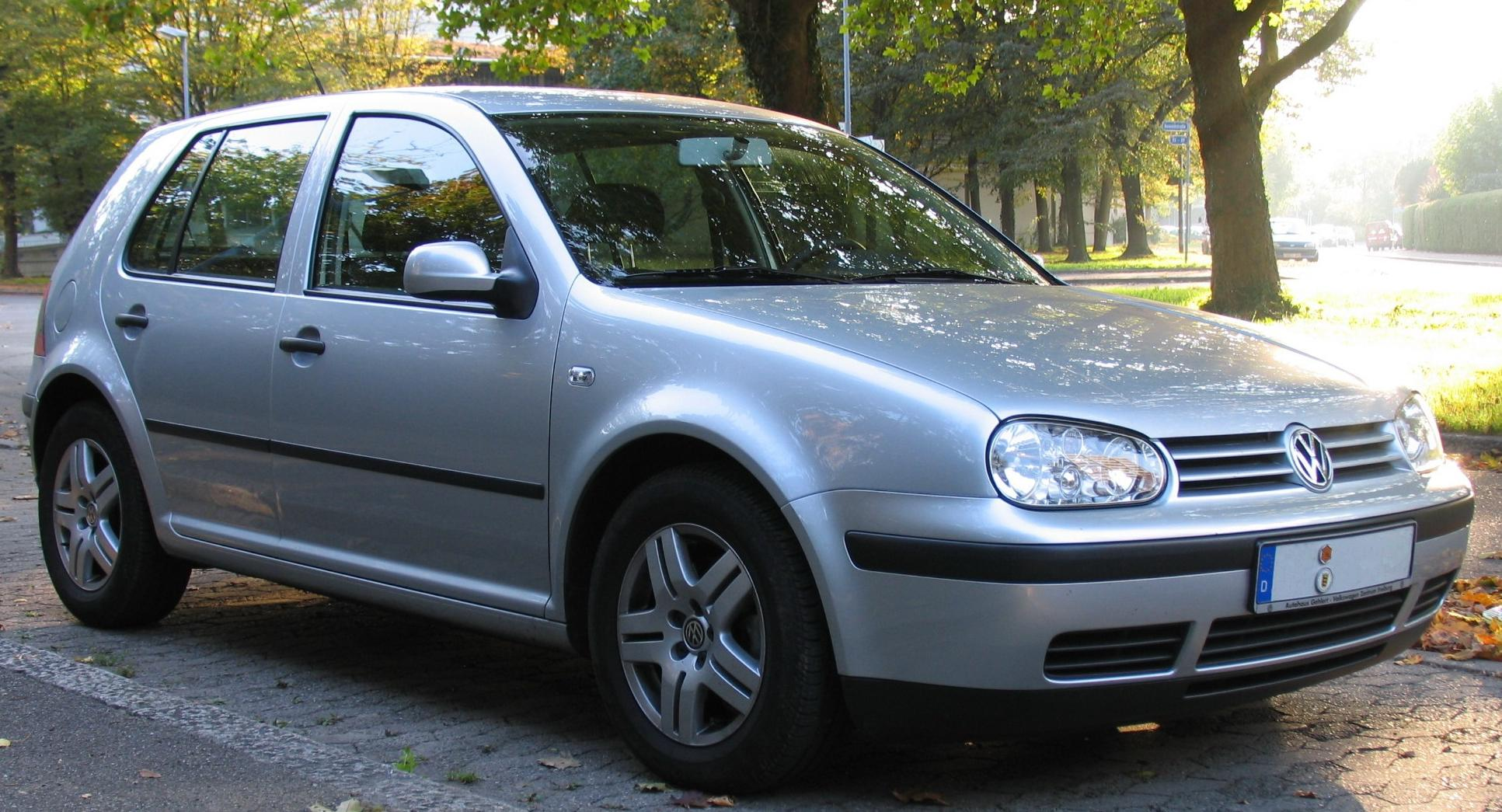
Golf IV (Typ 1J) (1997–2003; Variant: 1999–2006)
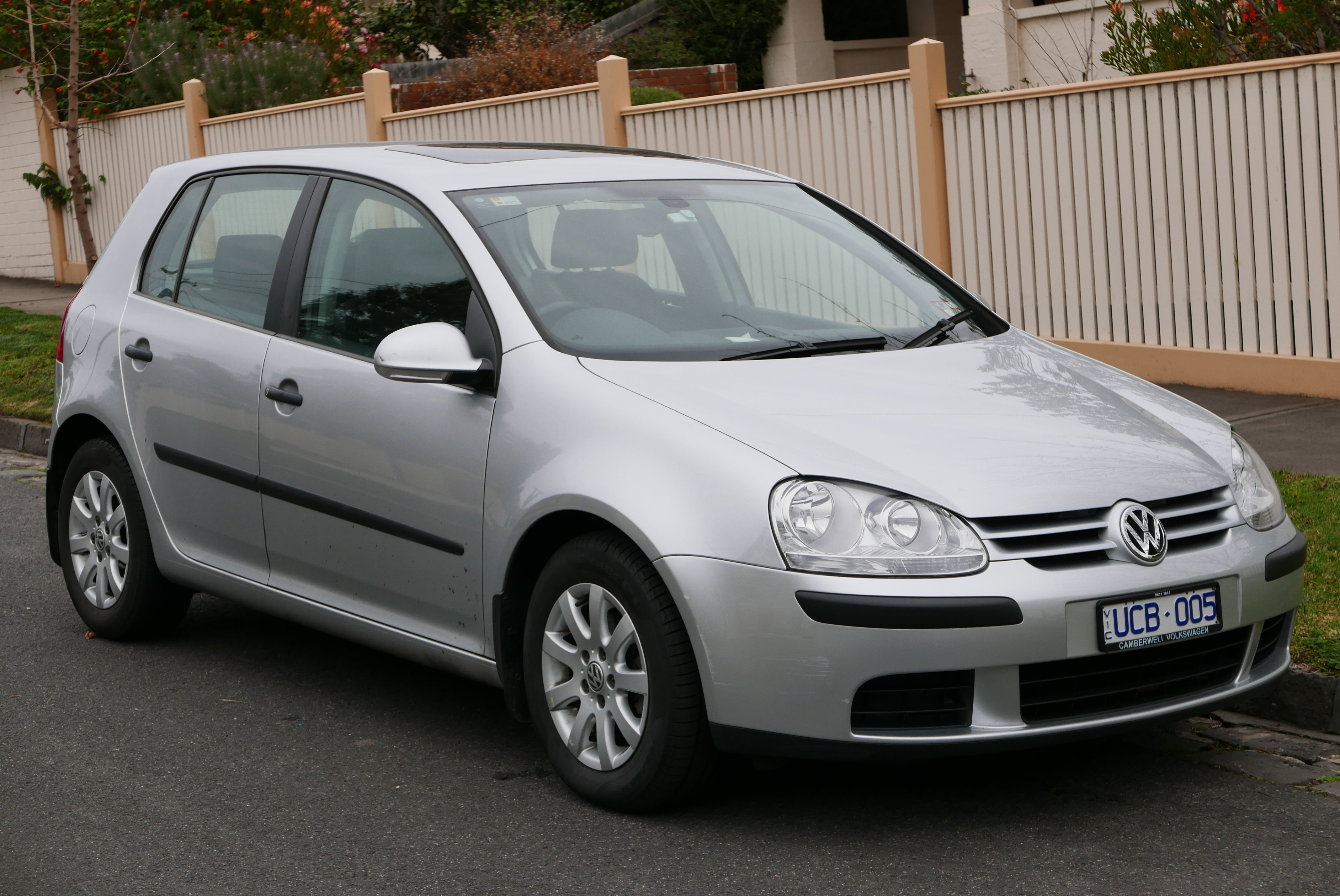
Golf V (Typ 1K) (2003–2008; Variant: 2007–2009)
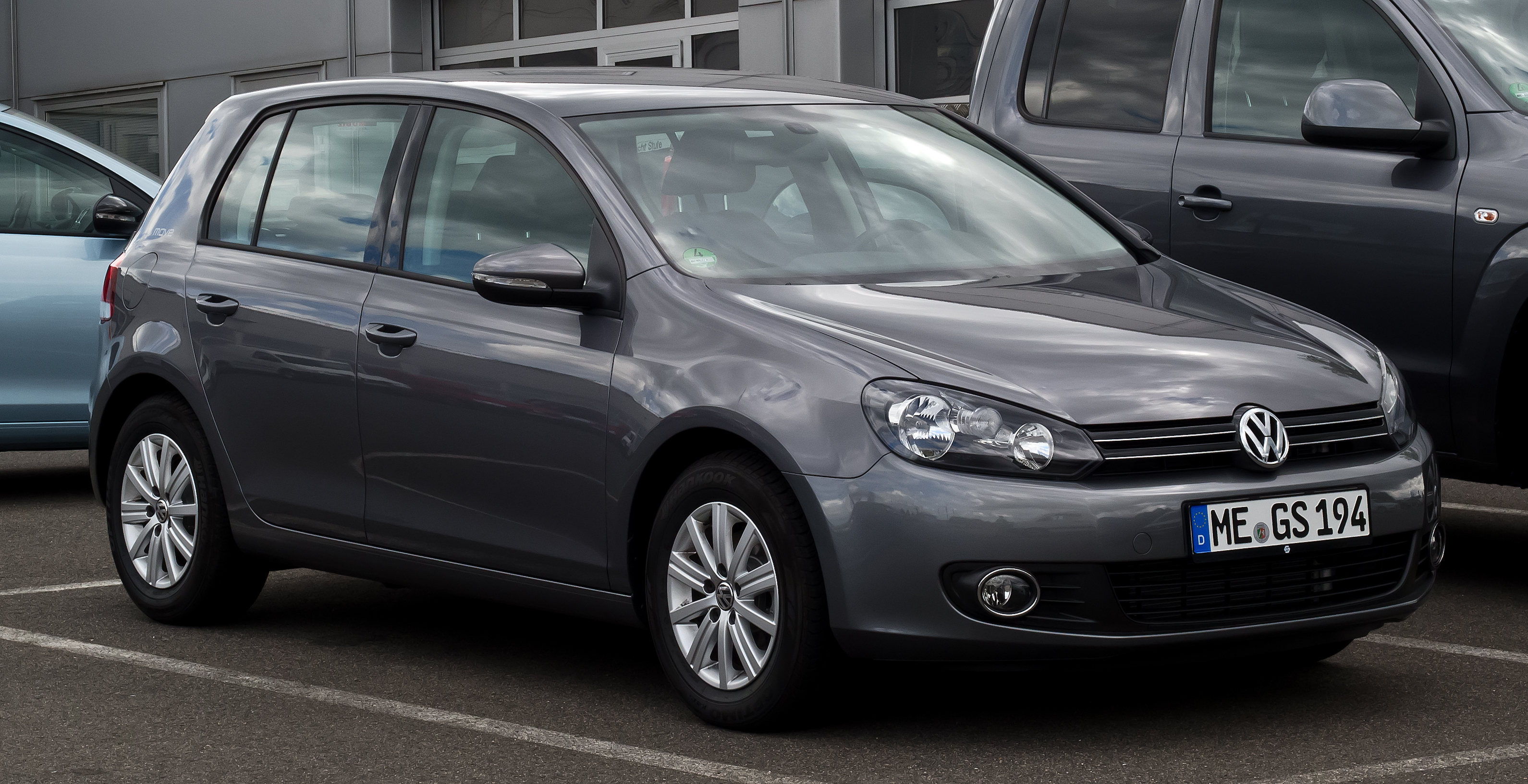
Golf VI (Typ 1K) (2008–2012; Variant: 2009–2013, Cabrio: 2011–2016)
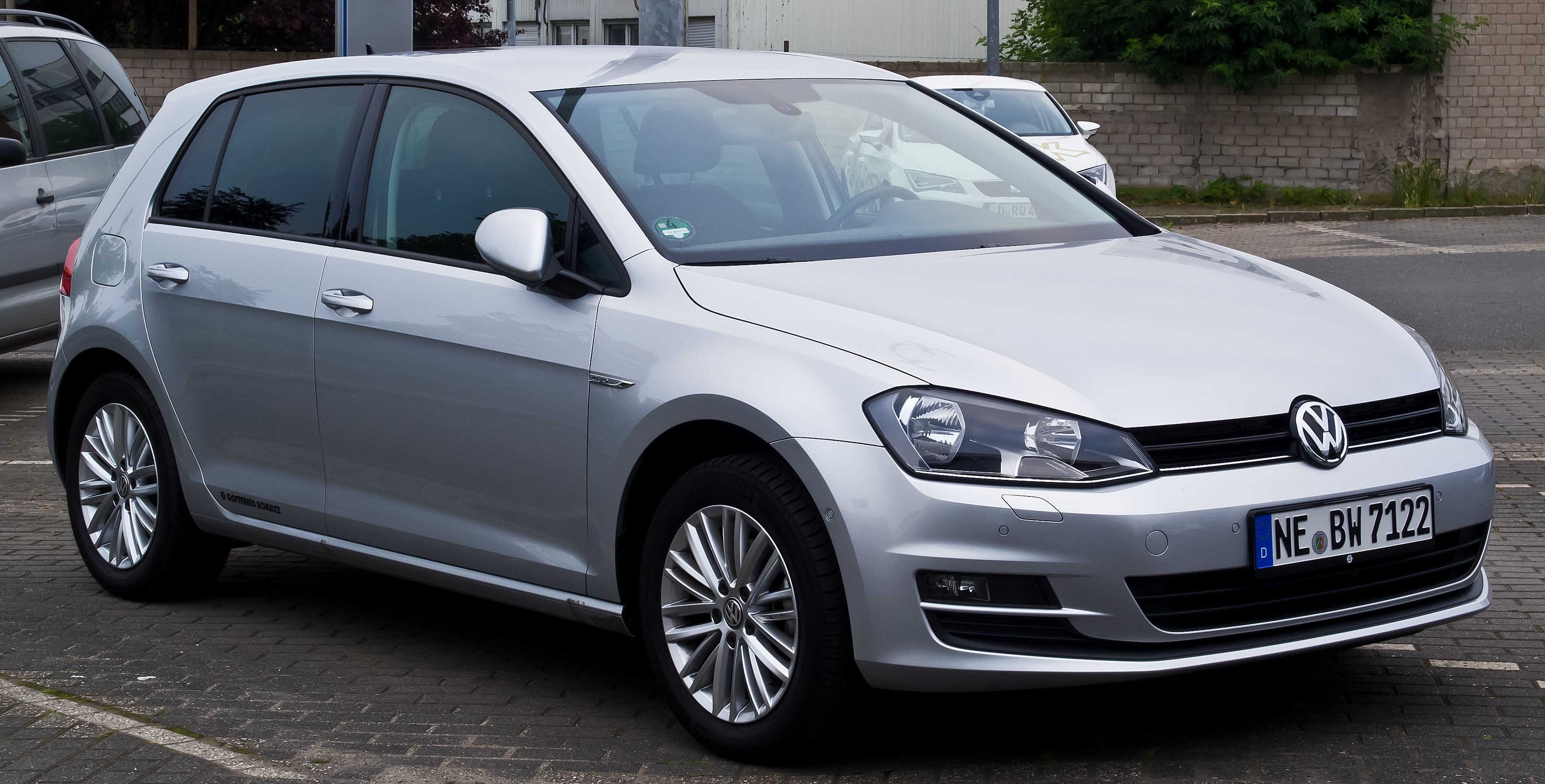
Golf VII (Typ AU) (2012–2020; Variant: 2013–2020)
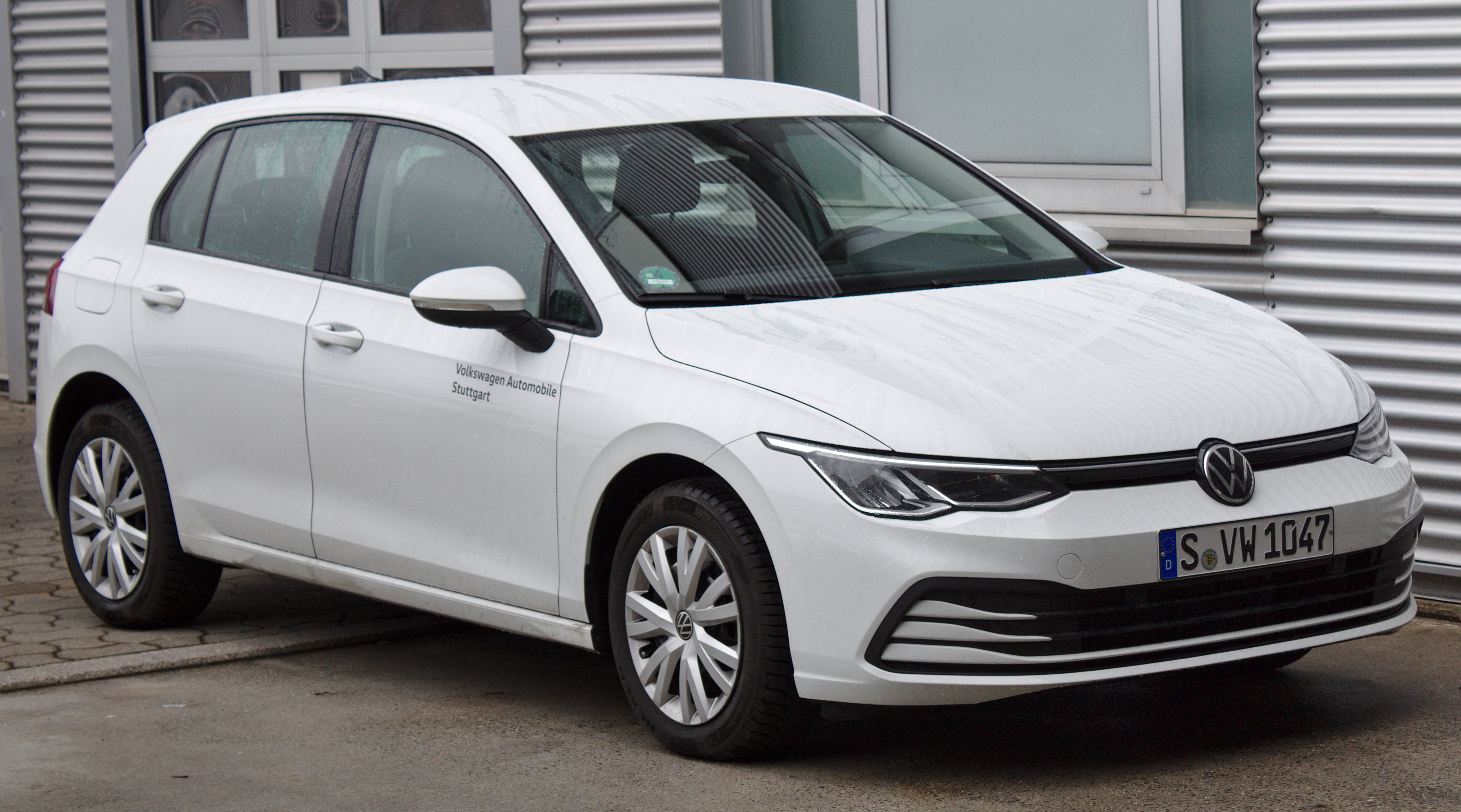
Golf VIII  (seit 2019; Variant: seit 2020)

Andere Karosserievarianten:
- Jetta (seit 1979)
- Golf Variant (seit 1993)
- Golf Cabriolet (1979–2002, 2011–2016)
- Golf Plus (Typ 1KP) (2005–2014) / Golf Sportsvan (2014–2020)

### Modellvarianten

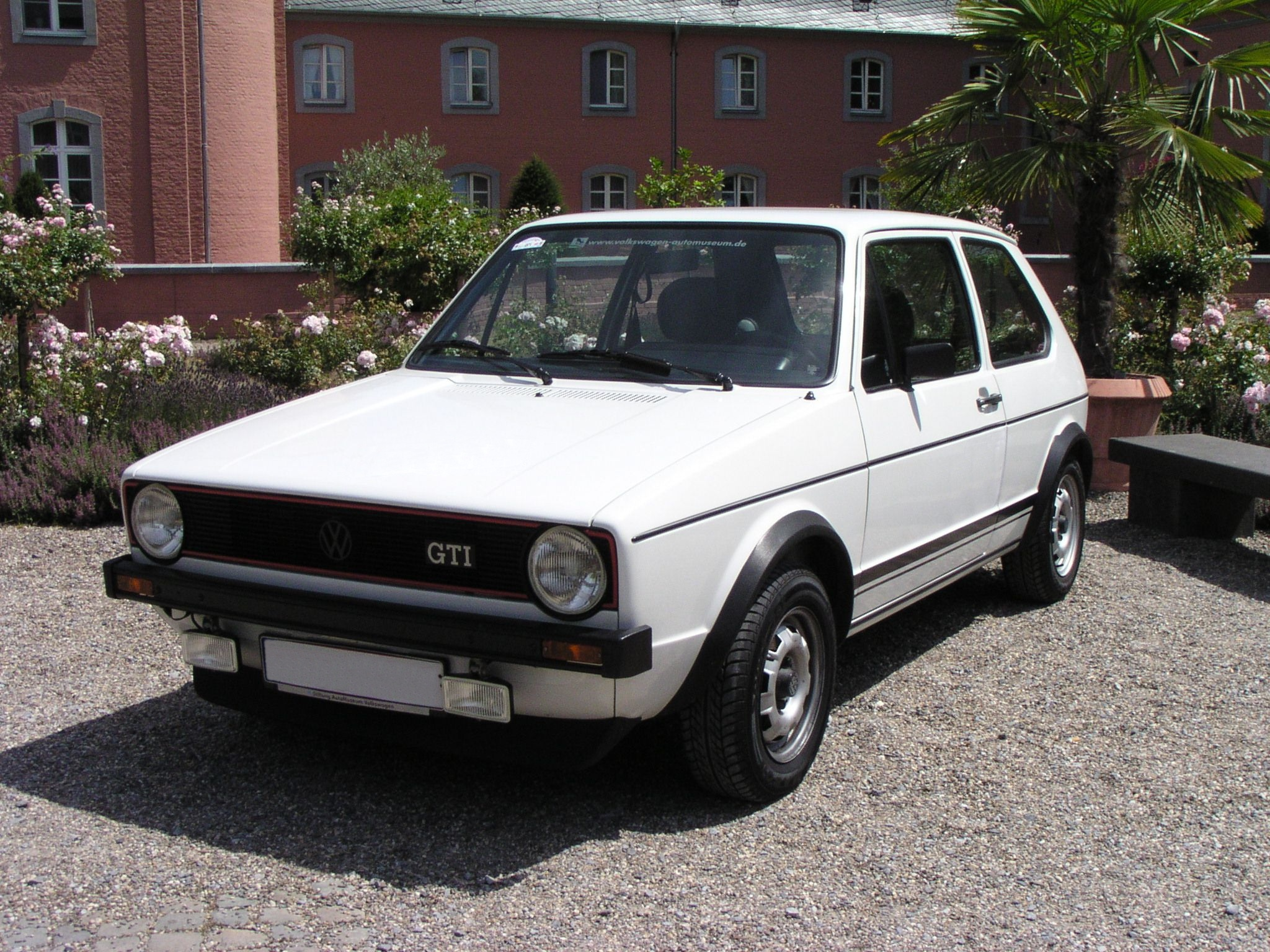
VW Golf I GTI

Mitte 1976 erschien der Golf GTI, der mit dem 81 kW (110 PS) starken Motor des Audi 80 GTE ausgerüstet war. Seine Leistung übertraf die anderer Kompaktwagen mit Frontantrieb und Heckklappe bei weitem und erreichte das Niveau des Ford Escort RS2000 und des Opel Kadett GT/E, die beide 25 % mehr Hubraum hatten. Die ersten Golf GTI verlangten nach hohen Drehzahlen. Im letzten Modelljahr 1983 der ersten Serie des Golf wurde der Hubraum des GTI von 1,6 l auf 1,8 l angehoben, was sich positiv auf Drehmoment und Drehzahlniveau auswirkte. Ab dem Golf III gab es noch stärkere Motoren als die der GTI-Modelle. Beim Golf III war der VR6 syncro mit 140 kW (190 PS) das Topmodell. Beim Golf IV sowie beim Golf V hatten die R32-Modelle mit 177 bzw. 184 kW (241 bzw. 250 PS) die stärksten Motoren. Auch vom Golf V gibt es ein GTI-Modell mit 147 kW (200 PS) oder 169 kW (230 PS).
Völlig neu war auch der Golf Diesel, der ebenfalls 1976 vorgestellt wurde. Anfang 1979 präsentierte VW den Golf als Cabriolet, das die Nachfolge des Anfang 1980 eingestellten Käfer-Cabrios antrat. Interessant ist dabei, dass der offene Golf ursprünglich als Stufenheckmodell angedacht war, lange vor dem Jetta.
In den Jahren 1978/1979 wurden 10.000 VW Golf in die DDR exportiert. Die Fahrzeuge wurden in einem seitens VW großzügigen Tauschgeschäft gegen Gemischtwaren, schweres Heizöl, Werkzeugmaschinen und Autorücklichter geliefert. Das Besondere daran war, dass der Golf dann tatsächlich für Mark der DDR zu haben war. Daraufhin gab es in der DDR-Bevölkerung den Spruch: „Fleißig, fleißig, die Republik wird dreißig, die Kleinen laufen sich ’nen Wolf, die Großen kaufen sich ’nen Golf.“ („laufen sich ’nen Wolf“ bezog sich auf das Rennen zu den Behörden, wo man sich bei Wartezeiten bis zu 16 Jahren für ein Auto anmeldete und wo man mit – selten erfolgreichen – Dringlichkeitsbescheinigungen versuchte, diese Zeit zu verkürzen.) Der VW Golf wurde in der DDR fast ausschließlich in Berlin verkauft. Über Genex und andere Wege wurden weitere Golf durch Bezahlung mit Devisen in die DDR eingeführt.

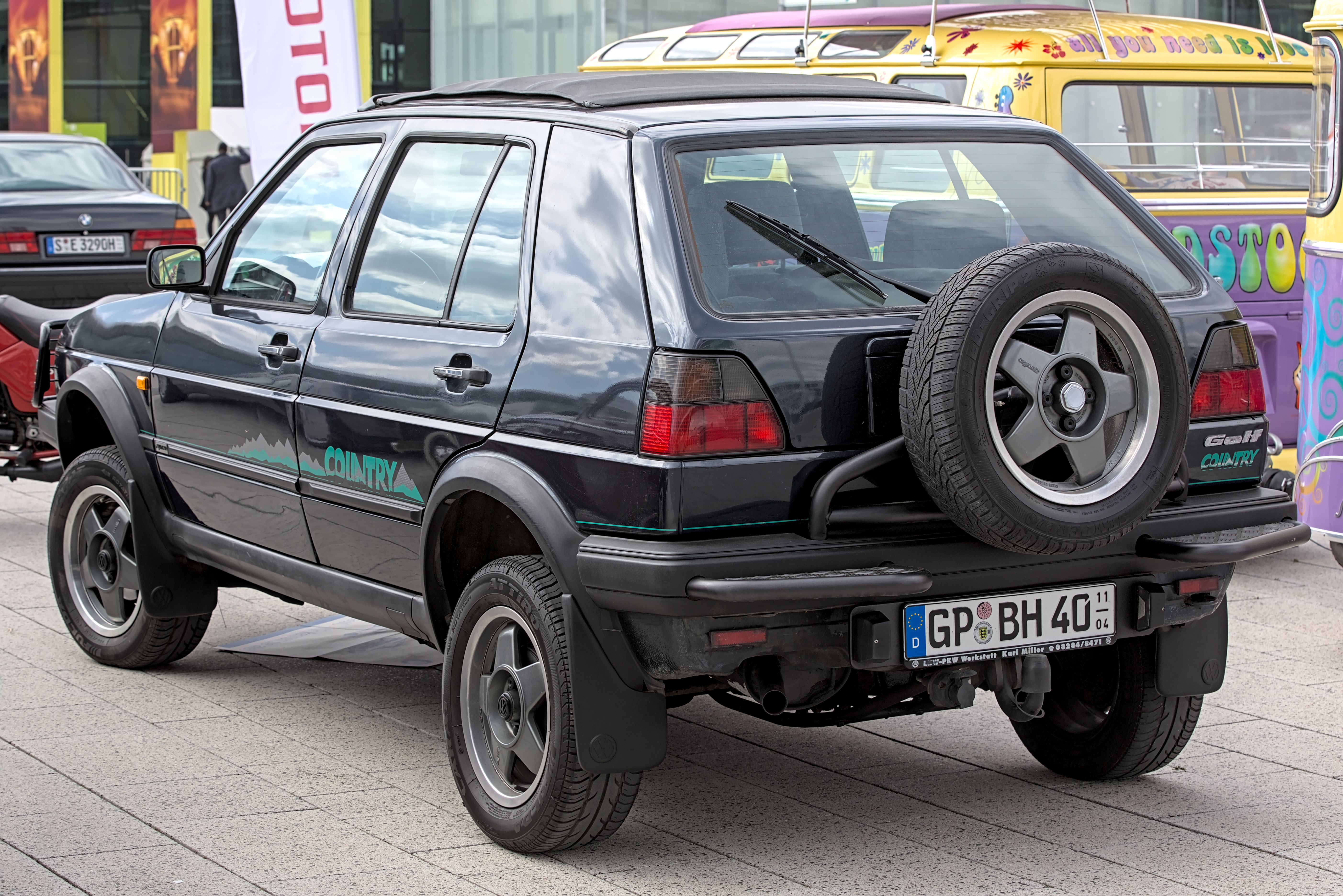
VW Golf Country

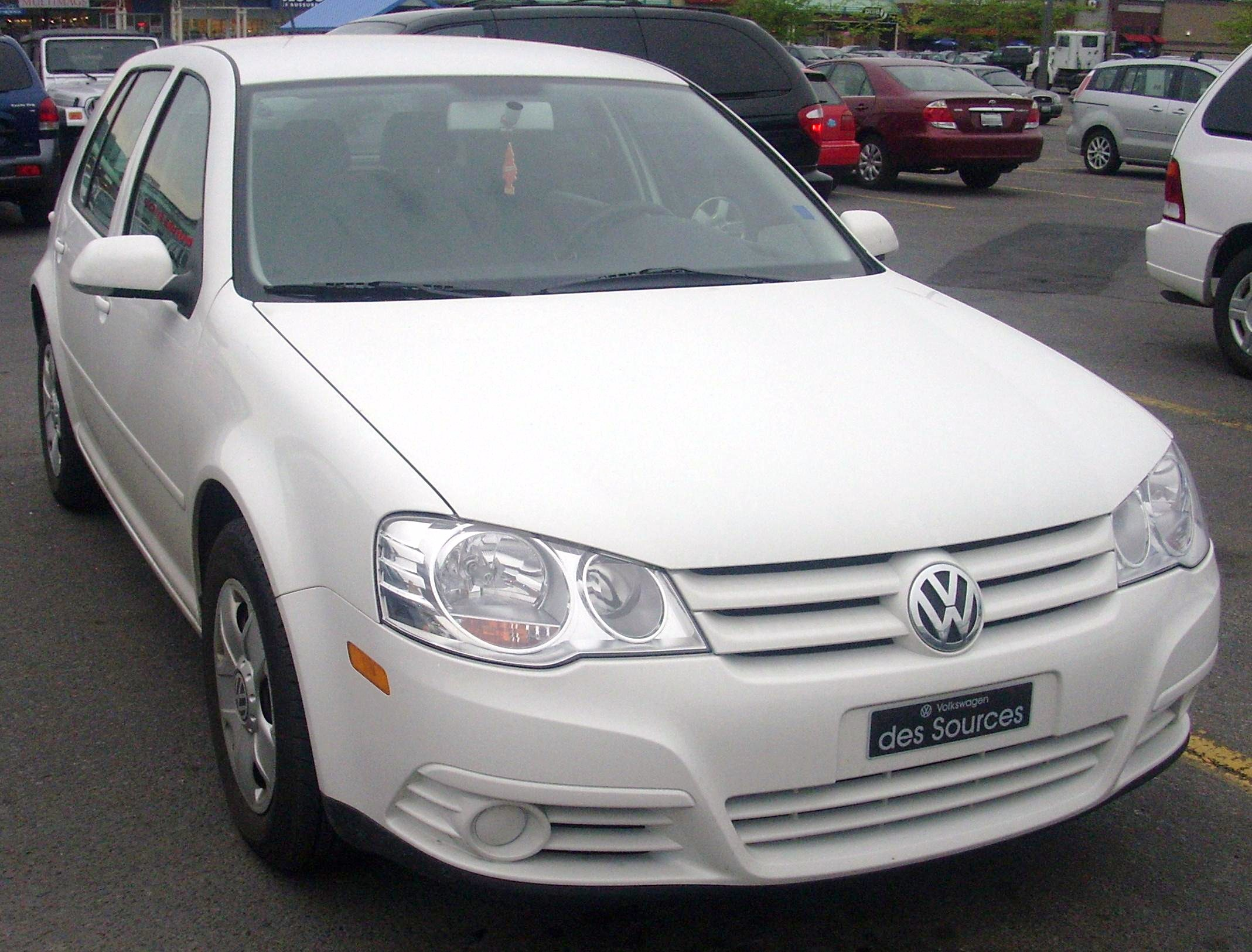
VW City Golf

Anfang der 1990er-Jahre scheiterte VW mit der Einführung des Golf Ecomatic, der vom Verbraucher nicht angenommen wurde. Die dabei erstmals verwendete Schwungnutzautomatik führte zu einem gewöhnungsbedürftigen Fahrverhalten: beim Gaswegnehmen wurde der Motor abgeschaltet, beim Gasgeben wieder gestartet. In Verbindung mit dem halbautomatischen Schaltgetriebe (Handschaltung ohne Kupplungspedal) lag der Durchschnittsverbrauch jedoch richtungsweisend bei 4,4 l Diesel auf 100 km. Nur 2000 Ecomatic-Golf wurden verkauft. Das endgültige Aus für diese (auf dem CL aufbauende) Golf-III-Variante kam durch die Einführung der TDI-Dieselmotoren mit Direkteinspritzung (der Ecomatic hatte noch einen Wirbelkammer-Motor), die auch ohne die Schwungnutzautomatik einen Kraftstoffverbrauch in ähnlicher Größenordnung ermöglichten.
Die Stufenheckvarianten des Golf (Jetta bzw. Vento und Bora) wirken konservativer bzw. im Detail gediegener als der Golf. Sie haben in Deutschland den Vorteil einer günstigeren Schadenklasseneinstufung in der Kfz-Haftpflichtversicherung. Derartige Kompakt-Stufenhecklimousinen sind in Ost- und Südeuropa, generell außerhalb Europas und vor allem in den USA sehr beliebt (wo auch der Name VW Jetta nie verändert wurde).
Erfolglos blieb im Jahr 1990 der Versuch, frühzeitig eine heute beliebte Form des sogenannten Crossover-Modells (z. B. VW Polo Fun) zu etablieren. Der Golf II Country mit höhergelegtem Fahrwerk, Allradantrieb und mächtigen Rammschutzbügeln an Front und Heck sowie außen angebrachtem Reserverad wurde – auch wegen seines Kaufpreises und der auffälligen Optik – zum Flop, nur 7735 Fahrzeuge liefen vom Band. Die Topversion kostete deutlich über 50.000 DM.
Mit dem 1993 erschienenen Golf TDI, dessen Motor aus dem Audi 80 TDI stammte, wurden neuartige sparsame und gleichzeitig dynamische Dieselmodelle präsentiert, was Volkswagen in den 1990er-Jahren einen erheblichen Vorsprung im Selbstzünder-Segment gegenüber anderen Herstellern brachte.
Ab 2004 wurde – lange nach dem kommerziellen Misserfolg des Golf Country – erneut an einem Gelände-Golf gearbeitet, dem 2007 erschienenen VW Tiguan. Die Bezeichnung „Gelände-Golf“ ist streng genommen falsch, da dieses Auto wenig mit dem Golf V gemeinsam hat. Daneben bot Volkswagen zwischen 2006 und 2014 den CrossGolf als Ausstattungslinie des Golf Plus an.
In Südamerika und Kanada wurde bis 2010 ein modifizierter Golf IV unter der Bezeichnung „City Golf“ angeboten (nicht zu verwechseln mit dem südafrikanischen VW Citi Golf). Das Modell basiert technisch auf der vierten Generation, wurde jedoch mehrmals überarbeitet.

### Karosserievarianten

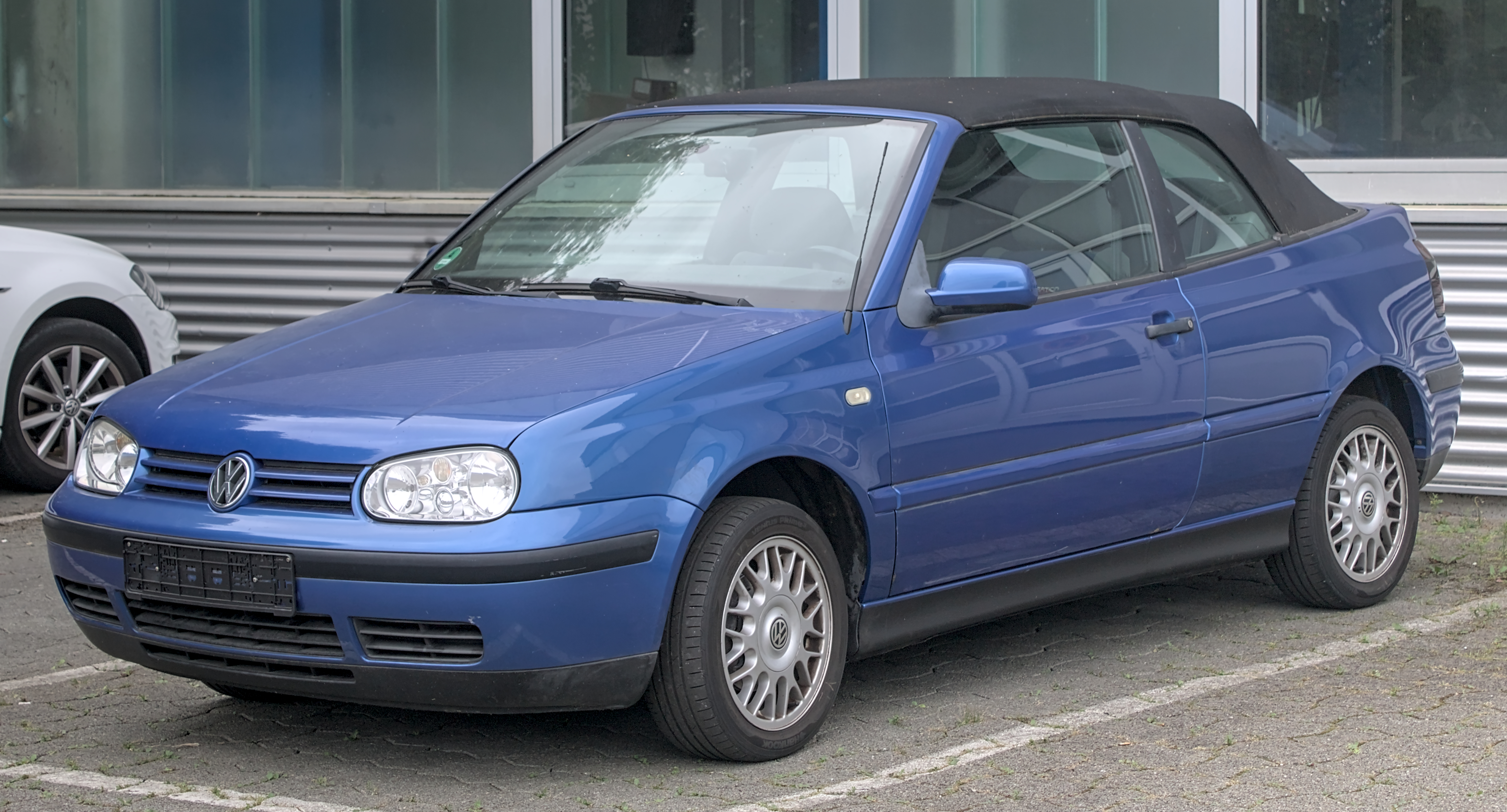
VW Golf IV Cabrio

Das Design des Golf war und ist gemäß der Konzernstrategie eher zeitlos-konservativ als modisch oder verspielt, um auf dem Markt möglichst alle Schichten anzusprechen. Den Golf I entwarf der italienische Designer Giugiaro. Später aktualisierte das konzerneigene Volkswagendesignteam die Form, ohne dabei vom markanten Ursprungsentwurf völlig abzuweichen. Ein typisches Stilmerkmal ist die relativ breite und dadurch stämmig wirkende C-Säule. Die Abmessungen nahmen mit jedem Modell zu, die Größe des Golf I wurde bereits vom VW Polo IV erreicht.

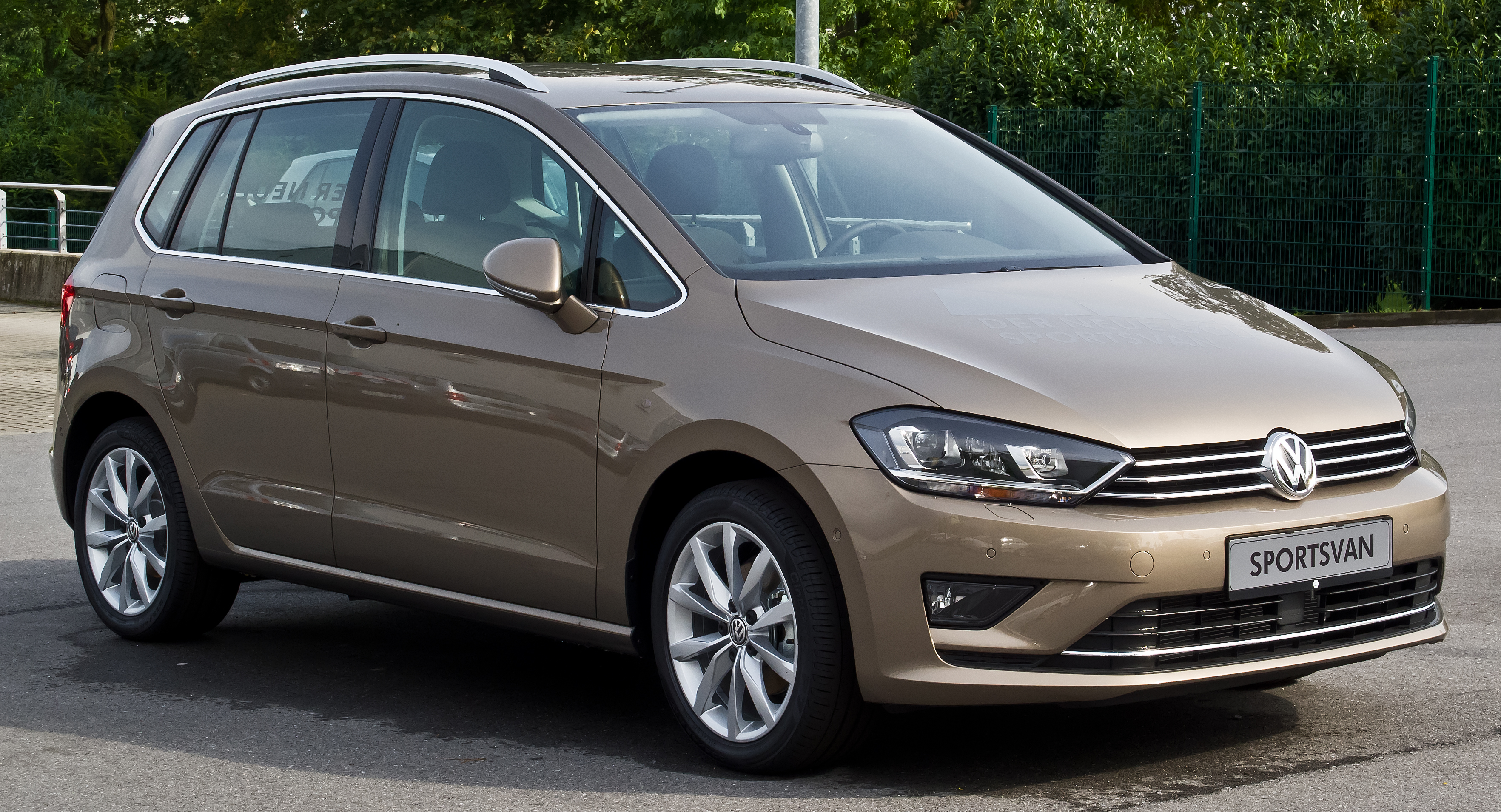
VW Golf Sportsvan

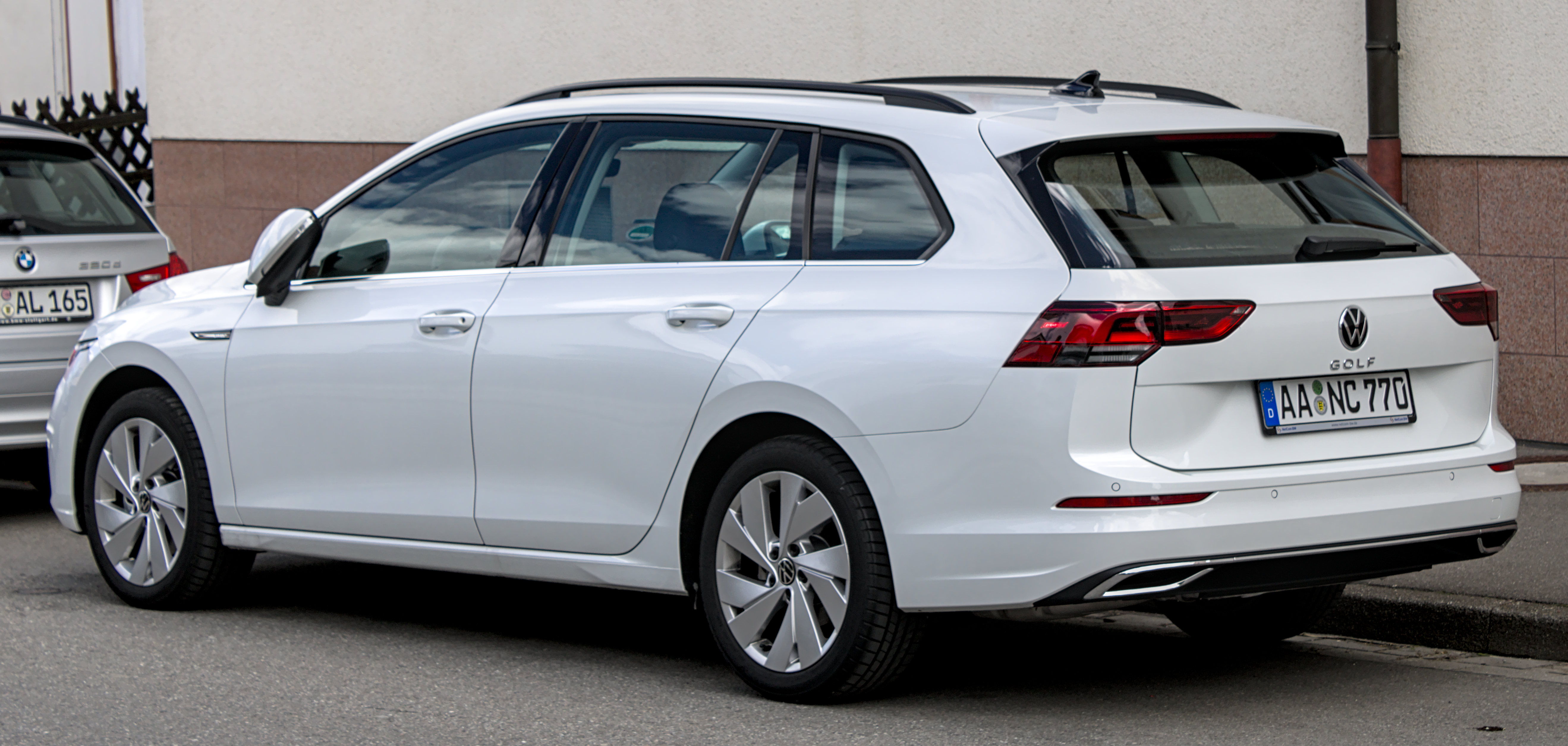
VW Golf VIII Variant

Der Golf wurde bzw. wird in verschiedenen Karosserievarianten angeboten und liefert die Plattform für verwandte Modelle des Volkswagen-Konzerns (und damit auch für die Marken Audi, Seat und Škoda):
- Drei- und fünftürige Schräghecklimousine Golf
- Zwei- und (ab 1992 nur noch) viertürige Stufenhecklimousine Jetta auf Basis des Golf I, II, V und VI, bzw. Vento (Golf III) und Bora (Golf IV)
- VW Scirocco/VW Corrado sportliche Coupés auf Basis von Golf I/Golf VI bzw. Golf II und III
- Fünftüriger Kombi Golf Variant (Golf III, Golf IV, Golf V, Golf VI, Golf VII und Golf VIII) bzw. Bora Variant (Golf IV)
- VW Golf Cabriolet mit Stoffverdeck (Golf I, Golf III, Golf IV und Golf VI)
- Golf Plus (Hochdachvariante auf Basis des Golf V)
- Golf Sportsvan (Hochdachvariante auf Basis des Golf VII)
- Manche Baureihen des VW Caddy (Pick-up auf Basis des Golf I, Hochdachkombi auf Basis des Golf V)
- VW New Beetle (Lifestyle-Retro-Version auf Golf IV-Basis, soll an den VW Käfer erinnern; auch als Cabriolet erhältlich)
- VW Touran (Kompaktvan auf Basis des Golf V)
- Golf Country (SUV mit Allradantrieb auf Basis des Golf II, ein höher gelegter Golf GT Syncro mit Geländewagen-Accessoires)

Darüber hinaus wurde bis Herbst 2009 in Südafrika auch der VW Citi Golf gebaut. Er hat eine in Details verbesserte Karosserie des Golf I, kombiniert mit optischen Elementen des Golf II; die Innenausstattung der letzten Generationen basierte auf dem Škoda Fabia inklusive vieler Extras wie Sportsitzen usw.

### Plattformkonzept

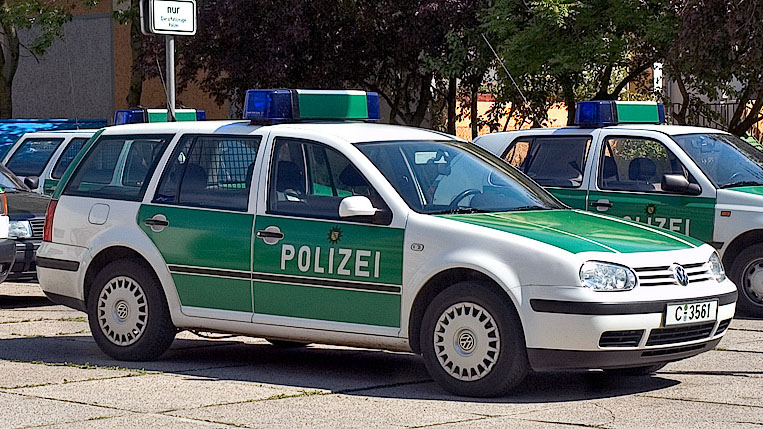
VW Golf IV Variant als Streifenwagen der Polizei

Das Plattformkonzept der Golf-Baureihe erlaubt mit geringem Umbauaufwand die Kombination einer Karosserie und eines Motors von nahezu beliebigen Baujahren und Ausführungen miteinander. So ist ein G60-Motor aus dem Golf II auch im Golf I und im Golf III einbaubar. Viele Modelle des VW-Programms teilen sich gleiche Achsteile.
Mit Einführung des Golf IV wurde die sogenannte Plattform PQ 34 auch im Škoda Octavia, Audi TT, Audi A3, Seat Leon, Seat Toledo und im VW New Beetle verwendet. Das führt zu einem hohen Anteil an Gleichteilen für alle Konzern-Parallelmodelle und Ausstattungsvarianten. Diese Plattformstrategie wurde für den Golf V beibehalten und sogar ausgebaut. So stammen etwa die Plattformen des aktuellen VW Passat und des VW Eos ebenfalls von der Golf-Plattform ab.

## Antrieb durch Ottomotor

### Allgemeines
Das Basismodell wurde von einem Vierzylinder-Vergasermotor (VW interne Bezeichnung EA 801) angetrieben, der aus 1100 cm³ eine Leistung von 37 kW (50 PS) bereitstellte. Das Triebwerk wurde auch im VW Polo und Audi 50 verwendet und hatte einen manuellen Choke. Die stärkere Version hatte ebenfalls einen Vierzylinder-Vergasermotor (VW-interne Bezeichnung EA827), der von Ludwig Kraus für den ab 1972 angebotenen Audi 80 entwickelt wurde. Im Golf leistete das 1,5-l-Triebwerk 51 kW (69 PS), mit 1,6 Litern Hubraum 55 kW (75 PS). Im Scirocco leisteten die mit Registervergaser bestückten Motoren 62 kW (84 PS). Bis auf den nur im Scirocco TS angebotenen 1,5-l-Motor mit 63 kW (85 PS) konnten alle mit Normalbenzin 91 Oktan betrieben werden.

### Golf GTI
Der 1975 zuerst im Audi 80 GTE, im gleichen Jahr im VW Scirocco GTI/GLI und ab 1976 im VW Golf GTI eingesetzte 1,6-l-Motor mit mechanischer Benzineinspritzung K-Jetronic von Bosch bot einen leistungsstarken Antrieb in einem kompakten, alltagstauglichen Auto. Die Buchstaben GTI stehen dabei für Grand Tourisme Injection. Eine Motorleistung von 81 kW (110 PS) bei einem Leergewicht von 810 kg verhalfen dem Golf GTI zu überdurchschnittlichen Fahrleistungen.
Die Höchstgeschwindigkeit wurde mit 182 km/h, die Beschleunigung von 0 auf 100 km/h mit 9,2 Sekunden angegeben. Für das Modelljahr 1983 (ab Herbst 1982) wurde der Hubraum auf 1,8 l erhöht – die Leistung stieg auf 82 kW (112 PS) und ging mit einer leichten Steigerung der Fahrleistungen einher (Höchstgeschwindigkeit 190 km/h; 0–100 km/h in 9 s).
Der GTI war die stärkste Motorvariante im Golf I. Die Motoren verlangten Superbenzin 98 Oktan, konnten aber durch Verstellung der Zündung auch mit Eurosuper 95 Oktan betrieben werden. Der Wagen wurde 1976 mit einem Grundpreis von 13.850 DM (entspricht nach heutiger Kaufkraft und inflationsbereinigt 21.300 Euro) angeboten – 1986 kostete das Nachfolgemodell Golf II GTI 24.140 DM (26.300 Euro).
Um angesichts des GTI die potentielle Kundschaft für den „normalen“ Golf nicht zu verschrecken, hieß es in einer an Hausfrauen gerichteten Pressenotiz: „auch zum Einkaufen in Schrittgeschwindigkeit ruckfrei zu fahren“.
Ursprünglich war eine Sonderserie von 5000 Stück geplant, die Nachfrage übertraf jedoch alle Erwartungen: Die Produktion begann im Juni 1976 – im Jahr 1977 wurden allein in Deutschland 21.836 Wagen zugelassen – 1979 gab es mit 31.997 Fahrzeugen die maximale Zahl an Neuzulassungen. Von 1976 bis 1987 (ab Mitte 1983 als Golf II) wurden in Deutschland 270.504 Fahrzeuge in den Verkehr gebracht.
Im Laufe der Zeit verwässerten Optik und Ausstattung des GTI-Modells immer mehr: Der auf dem Kühlergrill angebrachte „GTI“-Schriftzug blieb zwar ein bestimmendes Erkennungszeichen aller GTI-Reihen; die rote Einfassung des Kühlergrills (Golf I, Golf II) und die roten Farbstreifen auf den seitlichen Zierleisten (Golf II) sowie auf den der vorderen und hinteren Stoßfängern (Golf II, Golf III) fehlten bei einigen späteren Versionen, um dann ganz oder teilweise wieder aufzutauchen (z. B. Golf VIII). Ebenso wenig blieb es bei der Ausschließlichkeit des GTI-Motors für den GTI. So war der GTI-Motor im Golf III auch in der GL-Ausführung zu haben, hier auch in Verbindung mit der Vierstufenautomatik. Zum ersten Mal gab es auch einen Diesel-GTI, den GTI TDI mit 81 kW (110 PS). Beim Golf IV war der GTI lediglich eine Modellvariante, die sich optisch zum Teil nur noch durch den Schriftzug von den anderen Versionen unterschied, auch gab es mehrere Motoren (Benziner und Diesel) zur Auswahl. Das änderte sich drastisch mit der Einführung des GTI auf Basis des Golf V: Ab 2005 gab es wieder einen Motor ausschließlich für den GTI, auch optisch unterschied sich der GTI wieder deutlich von seinen „zivileren“ Brüdern. Das gilt auch für den 2009 erschienenen Golf VI GTI mit einem neu entwickelten 2,0-l-TFSI Motor (EA888) und einer Leistung von 155 kW (211 PS).
Die Bezeichnung GTI blieb als Synonym für die stärkste Motorversion im Bewusstsein, obwohl die stärksten Varianten im Golf II der Golf II GTI G60 mit 118 kW (160 PS) oder der nur auf 71 Stück beschränkte Golf II Limited mit 154 kW (209 PS), im Golf III der 2,9-l-VR6 mit 140 kW (190 PS) mit Syncro-Antrieb und im Golf IV und V der R32 waren. Im Modelljahr 2004 wurde für den GTI ein Motor (EA113) mit einer Leistung von 147 kW (200 PS) bei 2 Litern Hubraum angeboten, der im Audi A3 eingeführt worden war. Diese Leistung wird mittels Direkteinspritzung und Turbolader erreicht, was hier eine spezifische Leistung pro Liter (Literleistung) von 74 kW (101 PS) ermöglicht. Die Höchstgeschwindigkeit beträgt 235 km/h, der Wagen beschleunigt von 0 auf 100 km/h in 7,2 Sekunden.
Im Golf III GTI TDI 20 Jahre-Jubiläumsedition gab es mit dem 81-kW-(110-PS)-TDI-Motor erstmals einen Dieselmotor in einem Golf GTI, dessen Leistung eine Referenz an den Ur-GTI war. Den Golf IV GTI gab es mit einem 110-kW-(150-PS)-TDI-Motor. Der 25th Anniversary Limited Edition hatte einen 1,8-Liter-Turbo-Motor mit 132 kW (179 PS).
Ab 2006 konnte der „GTI Edition 30“ bestellt werden, mit dem VW das 30-jährige Jubiläum des GTI feierte. Die Edition 30 hat 169 kW (230 PS). Auf gleicher Basis erschien ab September 2007 der GTI „Pirelli“.
Im Jahr 2009 endete die Ära der Sechszylinder im Golf. Der Nachfolger des Golf R32 wurde nicht ein R36 mit dem 3,6-l-VR6 aus dem Passat, sondern ein R mit Allradantrieb und dem 2,0-l-Turbomotor aus dem Audi S3 mit 199 kW (271 PS).
Im Frühjahr 2007 wurde auf dem alljährlichen Wörthersee-GTI-Treffen der von VW als Showcar konzipierte VW Golf GTI W12 650 mit einem W12-Mittelmotor, einer Leistung von 478 kW (650 PS) und einer Höchstgeschwindigkeit von 325 km/h vorgestellt.
Im Sommer 2011 wurde der „GTI Edition 35“ bei VW angeboten. In diesem Jahr feierte der GTI sein 35-jähriges Jubiläum. Der Jubiläums-GTI hat 19 kW (26 PS) mehr Leistung und ein um 20 Nm höheres Drehmoment als der „normale“ GTI, also 173 kW (235 PS) und 300 Nm.
Der leistungsstärkste Serien-Golf war seinerzeit allerdings der Golf V R32 mit 3,2-Liter-VR6-Motor und 184 kW (250 PS). Er hat einen elektronisch geregelten Allradantrieb mit Haldex-Kupplung.
Im Frühjahr 2013 folgte eine neue Generation des Golf GTI auf Basis des Golf VII. Es wurden die beiden stärkeren Leistungsstufen mit 169 kW (230 PS) und 180 kW (245 PS) erstmals vorgestellt. Die 180-kW-(245-PS)-Variante heißt „Golf GTI Performance“ und hat eine veränderte Bremsanlage sowie eine Vorderachs-Differenzialsperre.
Auch vom Golf VIII gibt es wieder einen GTI. Er kam im Sommer 2020 in den Handel und leistet 180 kW (245 PS). Die stärkere „Clubsport“-Version folgte kurz darauf und leistet 221 kW (300 PS).

### Golf FSI
FSI steht als Marketingbezeichnung für Fuel Stratified Injection, zu deutsch geschichtete Kraftstoff-Direkteinspritzung. FSI steht für einen Ottomotor mit einem aus dem Dieselmotor abgeleiteten Einspritzverfahren.
Bei Teillast soll der spezifische Kraftstoffverbrauch dadurch reduziert werden, dass das zündfähige Gemisch nur um die Zündkerze gebildet wird. Prinzipiell findet die Verbrennung dann mit Luftüberschuss statt. Das Verfahren wird nur bei Teillast angewendet; bei Volllast wird das Gemisch weiterhin klassisch homogen und stöchiometrisch, also ohne Luftüberschuss gebildet. Entgegen einer weitverbreiteten Meinung wird das Benzin mit der gleichen Düse wie im abgemagerten Betrieb eingespritzt. Das führt auch im homogenen Betrieb zu einer inneren Gemischbildung (ein Merkmal von Dieselmotoren) mit einer entsprechenden Gemischkühlung durch die Kraftstoffverdampfung. Dadurch wird eine höhere Kompression möglich, jedoch erfordert dieses Verfahren einen sehr niedrigen Schwefelanteil im Kraftstoff. Bei dem GDI-Motor von Mitsubishi (1996 der erste Serien-Benzin-Direkteinspritzer auf dem Markt) kam noch eine äußere Gemischbildung mit gesonderter Einspritzdüse zum Einsatz (siehe Schwefelanteil).
Hauptnachteile sind der erhöhte Ausstoß von Stickoxiden (NOx) sowie Probleme bei der Schadstoffreduktion wegen der niedrigeren Temperatur des nachgeschalteten Katalysators. Daher verwendet VW bei den eigenen FSI-Motoren nur den Homogen-Betrieb ohne Schichtladung. Das führt durch die feinere Verteilung zu einem Leistungsplus bis 15 % und besseren Abgaswerten, verzichtet jedoch auf die Verbrauchsreduzierung im Teillastbetrieb.
Wegen einiger technischer und prinzipienbedingter Probleme kommt das FSI-Verfahren bei den in Serie befindlichen VW-FSI-Motoren nicht zum Einsatz. 2006 gab Volkswagen die wandgeführte Schichtladetechnik auf. Das werbewirksame Emblem FSI wurde jedoch beibehalten.

### Golf TSI
Die TSI-Motorentechnik (Twincharged bzw. Turbocharged Stratified Injection) war 2005 im Golf V neu und wird auch im Golf VI und VII angewandt. Ein direkteinspritzender Ottomotor (Benzinmotor) mit verhältnismäßig kleinem Hubraum wird dabei mit einem Abgasturbolader oder zwei verschiedenen Ladern aufgeladen. Vorteile sind hohe Leistung und Drehmoment bei gleichzeitig niedrigen Verbrauchswerten und gutem Ansprechverhalten auf Gaspedalbewegungen. VW gibt eine Verbrauchseinsparung von 10 % gegenüber einem vergleichbaren Saugmotor (Hubraum ~2,2 l) an. Gründe dafür sind u. a. der geringe Hubraum, der zu weniger Reibung in den Zylindern führt. Während VW unter der Motorenbezeichnung TSI ursprünglich nur doppelt aufgeladene Motoren verkaufte (Twincharged Stratified Injection), werden seit Modelljahr 2008 kontinuierlich auch die bisherigen nur turbogeladenen Motoren mit Benzindirekteinspritzung als Turbocharged Stratified Injection (TSI) weitergeführt.
Bei Steuerketten der TSI-Motoren aus den Baujahren 2006 und 2007 zeigte sich bereits nach weniger als 50.000 km Verschleiß, obwohl die Steuerketten laut VW die gleiche Lebensdauer wie die Motoren selbst erreichen sollten. Ungünstige Werkstoffauswahl führt des Öfteren zu einer Längung der Steuerketten. Betroffen sind der 1.2 TSI und später auch der 1.4 TSI von Golf V/VI-Modellen. Das veranlasste VW zu Kulanzregelungen, da kostspielige Motorinstandsetzungen von mindestens 3000 bis 3500 Euro die Folge waren, falls eine Steuerkette übersprang oder riss.

## Hybridantrieb

### Golf GTE 1

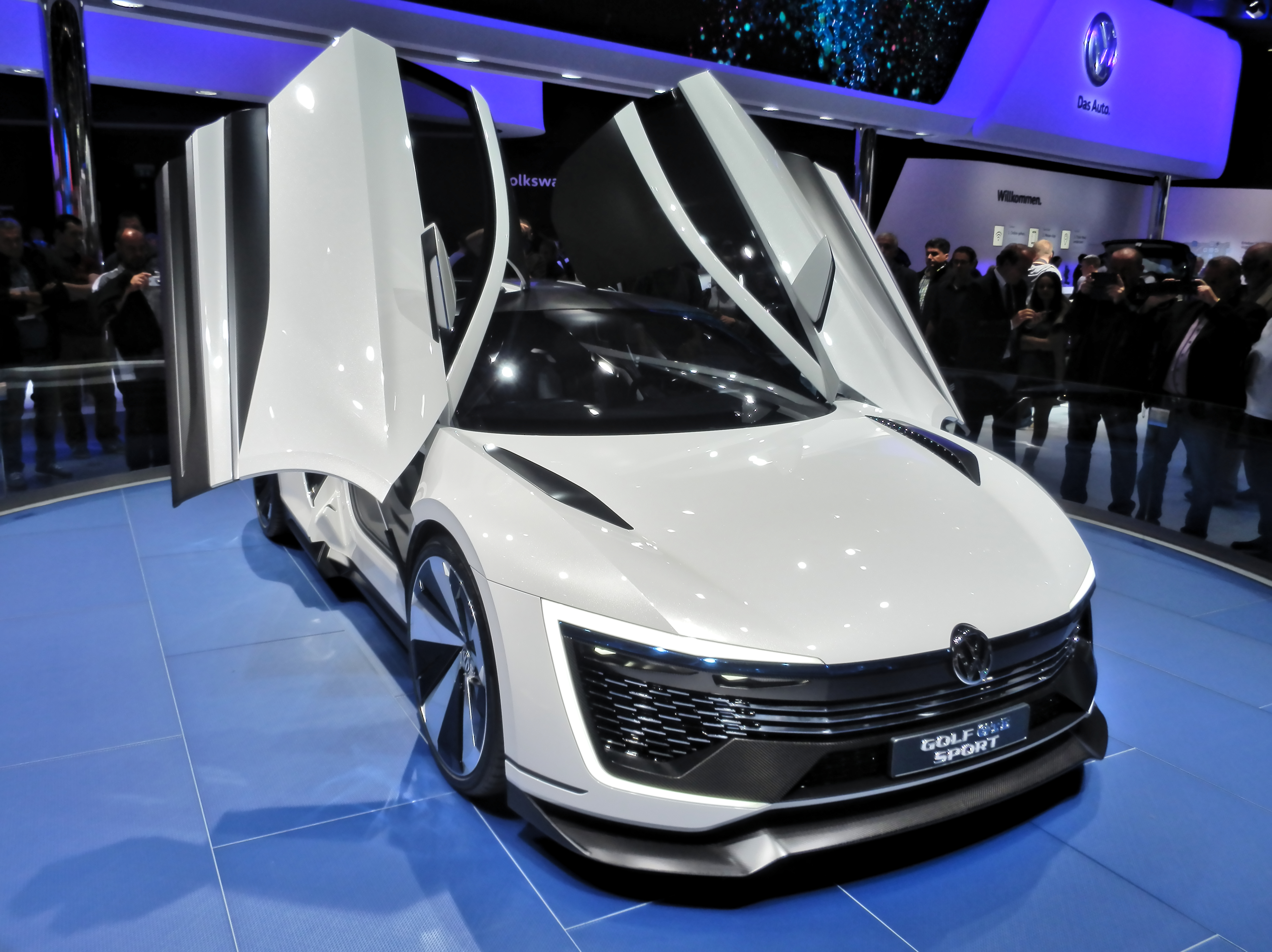
Volkswagen Golf GTE Sport auf der IAA 2015

Im Sommer 2014 stellte Volkswagen einen mit Plugin-Hybridantrieb ausgerüsteten Golf VII vor.
Technisch basiert das Fahrzeug auf derselben Plattform wie der Audi A3 e-tron. Ein TSI-Motor mit 1,4 Litern Hubraum und 110 kW (150 PS) Leistung wird mit einem 75 kW (102 PS) starken Elektromotor kombiniert, der eine rein elektrische Fahrt mit einer werksseitig angegebenen Reichweite von maximal 50 km (NEFZ) mit einer Geschwindigkeit von bis zu 130 km/h ermöglicht. Es sind durchaus auch rein elektrische Strecken von etwas mehr als 50 km mit einer Ladung zurückzulegen. Die 8,7 kWh-fassende Hochvolt-Batterie kann an einer Haushaltssteckdose (schneller mit einer speziellen Wallbox) in 3:45 Stunden oder auch unterwegs mithilfe des Benzinmotors geladen werden.
Verschiedene Betriebsmodi wie 'GTE' (beide Motoren arbeiten, die maximale Systemleistung von 150 kW/204 PS ist abrufbar), 'Hybrid' (das Motormanagement entscheidet über die effizienteste Antriebsform), 'elektrisch' (nur der Elektromotor arbeitet), 'laden' und 'halten' (der Benzinmotor arbeitet ausreichend, um den Ladestand der Batterie zu erhalten) ermöglichen die Anpassung an verschiedene Bedürfnisse. In allen Betriebsmodi kann die Batterie auch durch Rekuperation beim Bergabfahren oder Abbremsen geladen werden. Zudem ermöglicht der Wahlhebel des Automatikgetriebes das Umschalten vom normalen Fahrprogramm (D) in einen Bremsmodus (B). Im Bremsmodus rekuperiert der GTE stark, dabei werden die Bremsleuchten aktiviert, sodass nachfolgende Verkehrsteilnehmer nicht durch die starke Verzögerung überrascht werden. Bei fast vollständig geladenem Akku ist die Bremswirkung durch die Rekuperation der kinetischen Energie deutlich geringer als bei nicht vollgeladenem Akku. Im Hybridmodus schaltet sich der Verbrennungsmotor (bei nicht niedrigem Batterieladestand) ab knapp 20 km/h zu, der erste Part der Beschleunigung erfolgt damit meist rein elektrisch. Je stärker die Beschleunigung, desto wahrscheinlicher ist es, dass der Hybridmotor hinzugeschaltet wird. Wird kein Gas gegeben, so schaltet sich der Verbrennungsmotor aus und das Fahrzeug rollt weiter. Brems- und Lenksysteme werden elektrisch aus der Batterie gespeist und sind voll funktionsfähig.
Die rein elektrische Reichweite ist extrem abhängig von der gewählten Geschwindigkeit, den Komfortverbrauchern und den äußeren Bedingungen. Bei Temperaturen um 0 °C fällt die Reichweite nach Anzeige bei vollem Akku durch Einschalten der Heizung auf eine Innenraumtemperatur von 20 °C auf ca. 30 km. Bei einer relativ konstanten Geschwindigkeit von 100 km/h auf der Autobahn ist ebenfalls keine rein elektrische Reichweite von 50 km zu erreichen (ausgeschaltete Heizung im Sommer).
Angaben zum Kraftstoffverbrauch l/100 km: kombiniert 1,8 – 1,6; Stromverbrauch, kWh/100 km: kombiniert 12,0 – 11,4; CO₂-Emission kombiniert, g/km: 40 – 36; Effizienzklasse: A+.

## Antrieb durch Dieselmotor

### Allgemeines
Die Konzeption, in ein kompaktes Fahrzeug einen Dieselmotor einzubauen, war nicht neu. Bereits in den 1960er-Jahren hatte Peugeot den kompakten 204 mit einem kleinen Dieselmotor angeboten (1,3 Liter mit 29 kW (39 PS)). Volkswagen hatte gute Gründe für einen sparsamen Diesel in diesem Segment. Die Markteinführung des Golf folgte in den 1970ern während der Ölkrise, die alle Hersteller zum Umdenken zwang. Zum anderen forderten insbesondere Behörden für ihre Fahrzeugflotte sparsame, aber zuverlässige Motoren.
Der Dieselmotor im Golf wurde aus dem Zylinderblock des (M827) von Audi abgeleitet. Die Komponenten mussten einer im Vergleich zum Ottomotor höheren Belastung standhalten (Kurbelwelle, Pleuel, Kolben, Kolbenbolzen, Zylinderkopf, Zahnriemen) und wurden verstärkt. Der Motor hat Wirbelkammereinspritzung mit Verteilereinspritzpumpe. An der Stelle des beim Diesel nicht erforderlichen Zündverteilers wurde eine Vakuumpumpe für den Bremskraftverstärker platziert, da der Dieselmotor systembedingt keinen Unterdruck aus dem Ansaugsystem bereitstellt. Die Verteilereinspritzpumpe (VESP) wurde über den vorhandenen Zahnriementrieb der Nockenwelle betrieben. So war der Dieselmotor nicht größer als ein Ottomotor mit gleichem Hubraum, wenngleich schwerer; bis zur Vorstellung des Dieselmotors für den Golf gab es Dieselmotoren in Kompaktwagen nur bei Peugeot. Zunächst hatte der Motor einen Hubraum von 1,5 Liter mit einer Leistung von 37 kW (50 PS), dann 1,6 Liter mit 40 kW (54 PS). Das Laufverhalten (Geräusche, Vibrationen) insbesondere der beiden ersten Dieselmotor-Generationen konnte aber größtenteils noch nicht befriedigen. Der Turbolader des ersten Dieselmotors mit 51 kW (70 PS) brachte dann über die Dämpfung im Auspufftrakt merklich mehr Geräuschkomfort. Zudem wurden die Spritzwand zum Fahrgastraum sowie die Motorhaube akustisch gedämmt.

### Golf GTD
1982 wurde das Turbodiesel-Pendant zum VW Golf I GTI vorgestellt, der Golf GTD mit 51 kW (70 PS) im „GTI-Look“ und mit straffem Fahrwerk. Dank des geringen Fahrzeuggewichtes konnten damit respektable Fahrleistungen erreicht werden, vor allem im Vergleich mit anderen Dieselfahrzeugen der Konkurrenz zu dieser Zeit.
Der Motor mit ursprünglich 40 kW (54 PS) aus 1,6 Litern Hubraum wurde für den Golf GTD zur Leistungssteigerung mit einem Turbolader ausgestattet. Wegen der höheren thermischen Belastung bei der Verbrennung wurden die Kolbenböden von unten durch Öl-Strahldüsen zwangsgekühlt und der Kühlkreislauf mit einem Öl-und-Kühlmittel-Wärmetauscher oberhalb des Ölfilterelements ausgerüstet. Der Turbolader drückt die für die Verbrennung notwendige Luft mit einem Überdruck von bis zu etwa 0,8 bar in die Zylinder (bei der Abwärtsbewegung der Kolben im Ansaugtakt). Dadurch steht eine größere Menge Sauerstoff für die Verbrennung zur Verfügung. Die Verteilereinspritzpumpe konnte mehr Kraftstoff pro Verbrennungszyklus einspritzen. Dies erhöhte bei gleichem Rußausstoß die maximale Motorleistung. Über eine Membran, auf die der Ladedruck einwirkte, wurde der Volllastanschlag verstellt und so die maximale Kraftstoffmenge geregelt (LDA – ladedruckabhängige Anpassung der Volllastmenge). Der Motor war im Golf II und, mit auf 1,9 Liter vergrößertem Hubraum, auch im Golf III GTD lieferbar.
1989 war der 1,6-l-Dieselmotor im Golf erstmals mit einem Oxidationskatalysator erhältlich (als CL oder GL, nicht aber GTD). Dadurch – und unter Wegnahme der Ladedruckanreicherung – verringerte sich die Motorleistung von 51 kW (70 PS) auf 44 kW (60 PS). Diese Version wurde auch als „Umweltdiesel“ vermarktet. 1991 war dieses Fahrzeug mit einer Start-Stopp-Automatik lieferbar, die den Motor im Stillstand abschaltete, bei Betätigung des Gaspedals aber wieder startete. Die dadurch erzielte Verbrauchsminderung belief sich auf durchschnittlich 0,2 Liter pro 100 km. Ab Modelljahr 1990 wurde der 1,6-l-Turbodiesel mit Ladeluftkühler angeboten, wodurch die Leistung auf 59 kW (80 PS) gesteigert wurde. Sein etwas kleiner dimensionierter Turbolader sprach zudem etwas besser an. Der Top-Diesel des Golf II erreichte jedoch keine großen Stückzahlen, nicht zuletzt wegen des hohen Preises.
Die Bezeichnung GTD verlor beim Golf III an Bedeutung. Einerseits, weil damit nur der 1,9-l-Turbo mit 55 kW (75 PS) erhältlich war, andererseits weil die leistungsstarken TDI-Motoren aus Marketinggründen nicht als „GTD TDI“ bezeichnet wurden. Stattdessen hießen die modernen Direkteinspritzer GT TDI (66 kW/90 PS) und GTI TDI (81 kW/110 PS, mit rotem Strich rechts vom I).
Der GTD (Gran Turismo Diesel) feierte Mitte 2009 ein Comeback im Golf VI, der wieder dem Urgedanken folgte, den Top-Diesel in Anlehnung an den GTI im sportlichen Gewand als sparsamere Alternative anzubieten. Den Antrieb übernahm der 2,0-l-TDI mit 125 kW (170 PS).
Auch vom Golf VII war ab Frühjahr 2013 wieder ein GTD erhältlich. Er ist wie sein Vorgänger mit einem zwei Liter großen Common-Rail-Diesel ausgestattet, der hier eine Leistung von 135 kW (184 PS) entfaltet. Im Golf VIII kam der GTD mit dem gleichen Motor im Herbst 2020 in den Handel. Er leistete nun 147 kW (200 PS). Zum Modelljahr 2024 entfiel diese Variante.

### Golf TDI
Nachdem Fiat als erster Hersteller 1987 im Croma TD i.d. in einem PKW einen Dieselmotor mit Direkteinspritzung vorgestellt hatte, folgte 1988 der Austin Montego MDi. Mit einem Fünfzylinder-Dieselmotor kam 1989 als dritter Wagen der Audi 100 2.5 TDI auf den Markt.
Das Direkteinspritzverfahren für Dieselmotoren erhielt das in Deutschland für die Volkswagen AG geschützte Markenzeichen TDI. Erstmals wurde eine 1,9 Liter große Variante mit vier Zylindern ab 1991 im Audi 80 verwendet, ab 1993 dann im Golf III als Golf TDI. Im Golf III leistete der Motor mit Verteilereinspritzpumpe zunächst 66 kW (90 PS). Durch Anpassung der Motorregelelektronik in Kombination mit einem Turbolader mit verstellbaren Leitschaufeln (Variable Turbinen-Geometrie) wurden später 81 kW (110 PS) und vor allem ein höheres Drehmoment erreicht. Später bekamen bei VW alle TDI-Motoren VTG-Turbolader.
Im Laufe der Produktion des Golf IV wurden die Dieselmotoren von der Bosch-Verteilereinspritzpumpe auf das hauseigene Pumpe-Düse-System umgestellt. Gesetzliche Begrenzung der ausgestoßenen Schadstoffmengen bewogen viele Hersteller dazu, höhere Einspritzdrücke zu verwirklichen. Insbesondere die Größe der Rußpartikel kann durch verbesserte Einspritzdüsengestaltung und sehr hohe Einspritzdrücke verkleinert werden, was mit den bekannten Verteilereinspritzpumpen nicht mehr ohne Weiteres erreichbar war. Daher wurde das VW-eigene Pumpe-Düse-Einspritzverfahren (Marketingbezeichnung: PD) entwickelt. Die damit ausgestatteten Motoren erzeugten 74 kW (101 PS), die erste vorgestellte Variante 85 kW (116 PS) und schließlich 96 kW (131 PS) beziehungsweise 110 kW (150 PS) als maximale Leistung. Die stärkste Version der 1,9-l-Maschine mit 118 kW (160 PS) verwendete nur die konzerneigene Marke Seat. Die Pumpe-Düse-Einspritzung wurde von nur wenigen Pkw-Herstellern übergangsweise eingesetzt, da sie prinzipbedingte Nachteile bei der Laufruhe mit sich brachte. Sie wurde ab Oktober 2007 bei VW mit dem Tiguan von der Common-Rail-Einspritzung abgelöst. Diese neue Dieselgeneration, die weiterhin das TDI-Kürzel trägt, ersetzte schrittweise sämtliche Pumpe-Düse-Motoren.

### Golf SDI
Die Bezeichnung SDI (Saugdiesel mit Direkteinspritzung) steht für einen Dieselmotor, der mit dem TDI weitgehend baugleich ist, bis auf fehlenden Turbolader und Ladeluftkühler. Die Motorsteuerung kann entsprechend vereinfacht werden.
Die Leistung betrug beim Golf III zuerst 47 kW (64 PS), im Golf IV dann 50 kW (68 PS), jeweils bei einem Hubraum von 1,9 Liter. Seit Februar 2004 war ein Golf V SDI mit 2,0 Liter Hubraum und einer maximalen Leistung von 55 kW (75 PS) und einem maximalen Drehmoment von 140 Nm erhältlich. Bei diesem Motor wird die aus dem TDI bekannte Pumpe-Düse-Direkteinspritzung eingesetzt. Der Golf 2.0 SDI erreicht eine Höchstgeschwindigkeit von 163 km/h. Wegen des recht hohen Leergewichtes (VW Golf III und nachfolgende Generationen) erreicht ein SDI nur mäßige Beschleunigungswerte, die aber für den Stadtverkehr als ausreichend eingestuft werden.
Ab dem Golf VI werden keine SDI-Motoren mehr angeboten, zumal die verschärften Abgasnormen (Euro 5) ohne Turboaufladung kaum zu erreichen sind.

## Antrieb durch Elektromotor

### CitySTROMer

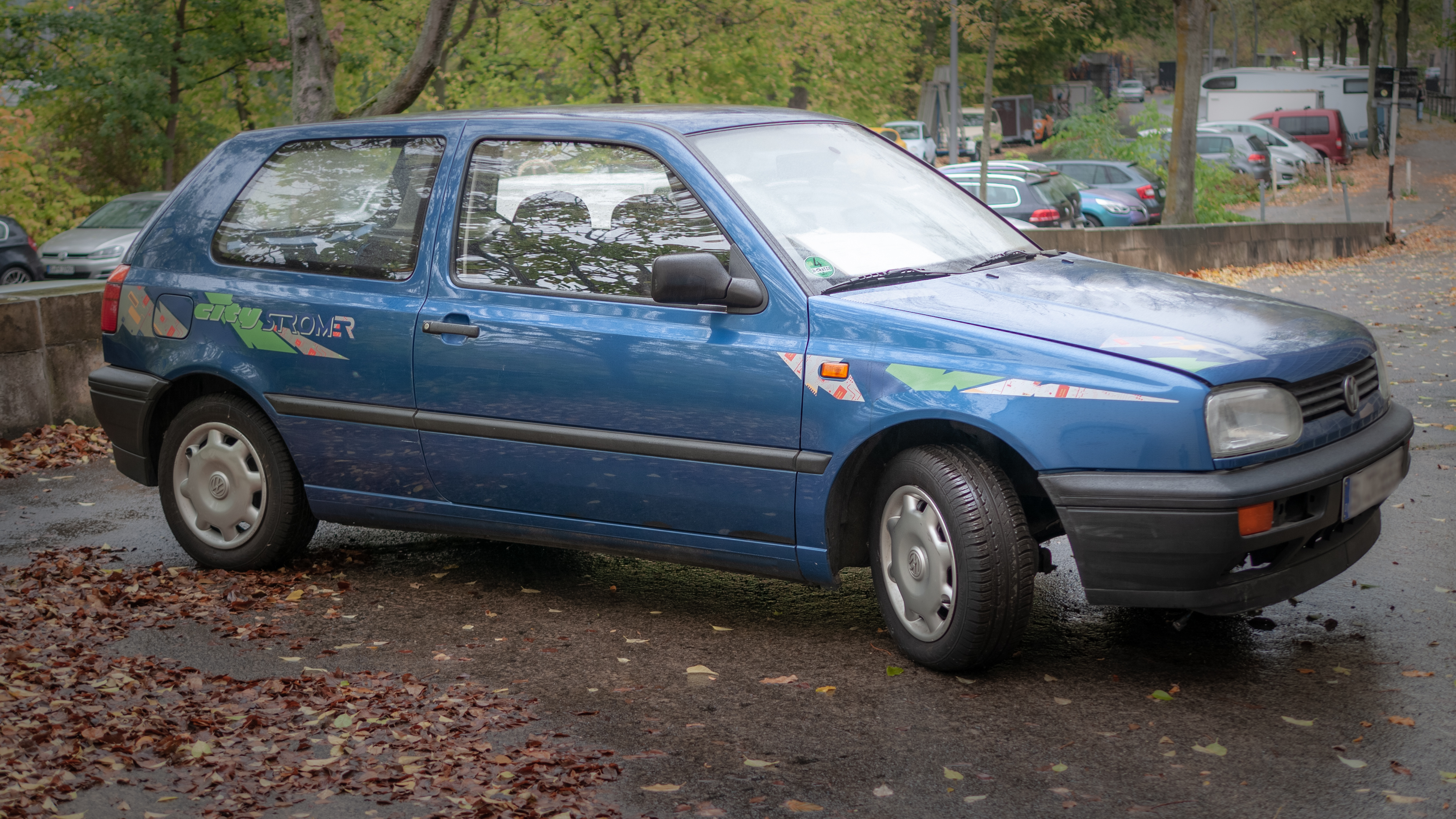
Golf CityStromer auf Golf-III-Basis

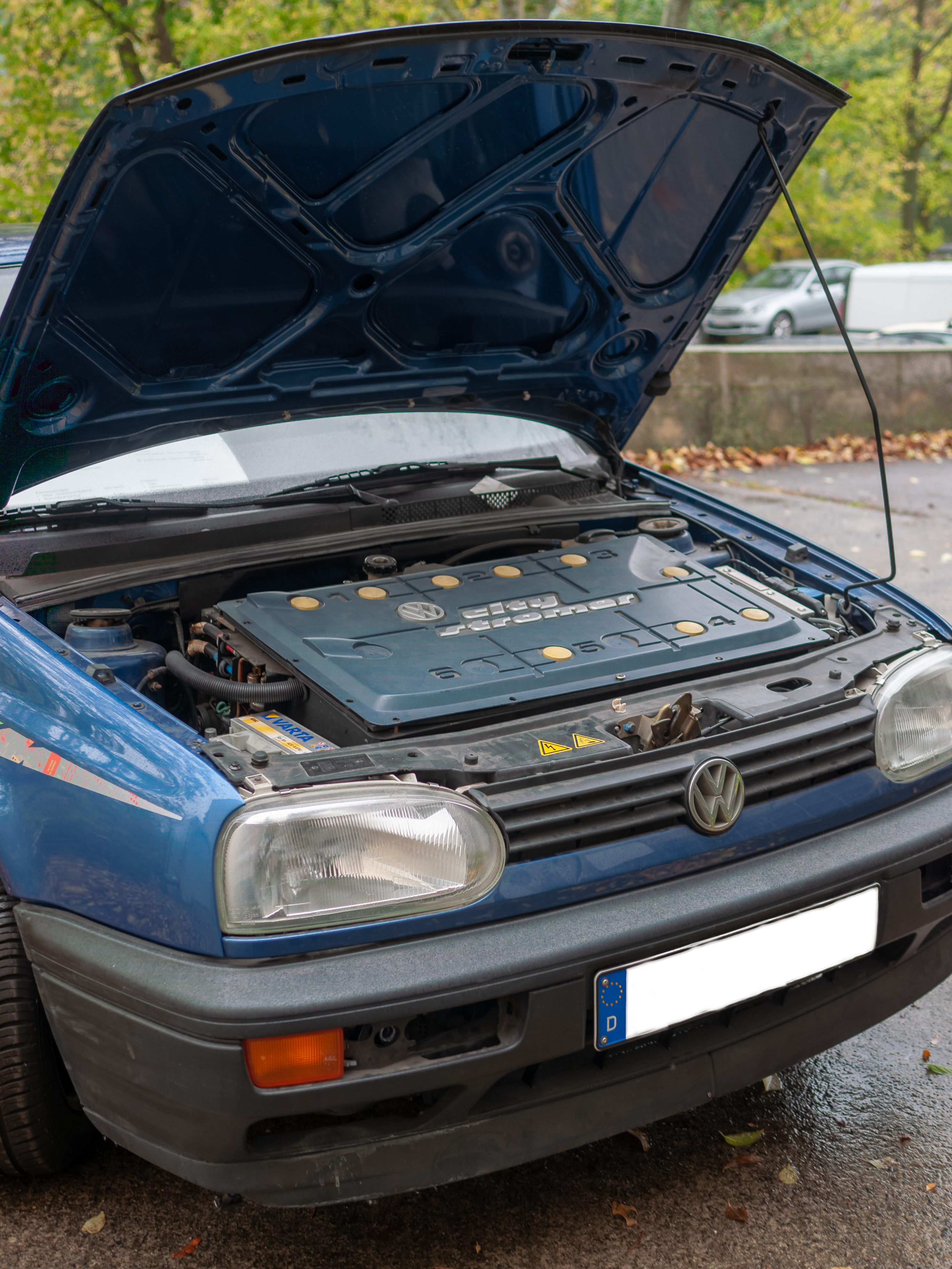
Der CityStromer wurde mit Blei-Gel-Akku ausgeliefert

Der CitySTROMer wurde schon in den 1970er Jahren entwickelt, erste Exemplare liefen schon 1979 im Flottenbetrieb bei großen Elektrokonzernen. Beispielsweise die RWE AG betrieb ca. 40 Golf I CitySTROMer und eine Flotte VW Transporter T2 in Elektroausführung. Diese erste Elektrogolfversion wurde hauptsächlich an Flottenbetreiber abgegeben, ein freier Verkauf war nicht vorgesehen. Vom Golf II und Golf III baute VW CitySTROMer zwischen 1992 und 1996 eine Elektroautoversion des Golf und ab 1994 als Golf III. Die Produktion dieses umgebauten Verbrennungsmotorautos wurde nach nur 120 Stück eingestellt. Die Fahrzeuge waren ausschließlich für große Energieversorger bestimmt und nicht frei käuflich. Von der Forschungsstelle für Energiewirtschaft wurde das Fahrzeug geprüft und ein Gesamtwirkungsgrad von 86 % kinetischer Energie festgestellt. Vor allem der schlechte Wirkungsgrad des Ladegerätes (84 %) und der verwendeten Bleiakkumulatoren (82 %) führten trotz Rekuperation zu einem Netzenergieverbrauch im Stadtverkehr von 17,3 kWh/100 km und zu einem Praxisverbrauch von etwa 25 kWh/100 km.
Der CitySTROMer ist als 4-Sitzer zugelassen, hat ein Leergewicht mit Blei-Gel-Akkumulatoren von 1510 kg und ein zulässiges Gesamtgewicht von 1860 kg. Die Leistung des Drehstrom-Synchronmotors liegt bei 20 kW bei 3450/min, die Dauerleistung wird von Volkswagen mit 17,5 kW (23,8 PS) angegeben. Die Fahrzeuge wurden mit dem originalen mechanischen 5-Gang-Getriebe ausgeliefert, an das der E-Motor lediglich angeflanscht wurde. Die Höchstgeschwindigkeit beträgt 100 km/h. Die Beschleunigung des CitySTROMer von 0 auf 50 km/h wurde mit 13,0 Sekunden angegeben. Der Wagen hatte ein Ladegerät für die normale Steckdose und einen DC-DC-Spannungswandler, der ein Nachladen der zusätzlichen 12-Volt-Bordbatterie durch die 96-Volt-Traktionsbatterie ermöglicht. Eine Lichtmaschine wie beim Auto mit Verbrennungsmotor ist nicht erforderlich. Die Werksangabe zur Reichweite beträgt 50 bis 60 km im Stadtverkehr und bis zu 80 km bei konstant 80 km/h. Im Alltag beträgt die Reichweite im Sommer bis 70 km, im Winter bis 40 km. Die Traktionsbatterie besteht aus 16 Blei-Gel-Batterien zu je 6 Volt, 160 Ah C5, mit insgesamt 96 Volt. Es gibt eine Energierückgewinnung beim Bremsen. Der 1995 verwendete Blei-Gel-Akkusatz mit 160 Ah kann inzwischen durch einen Satz zu 96 V/180 Ah C5 ersetzt werden, auch moderne Lithium-Ionen-Batterien wurden nachträglich schon eingebaut.

### e-Golf

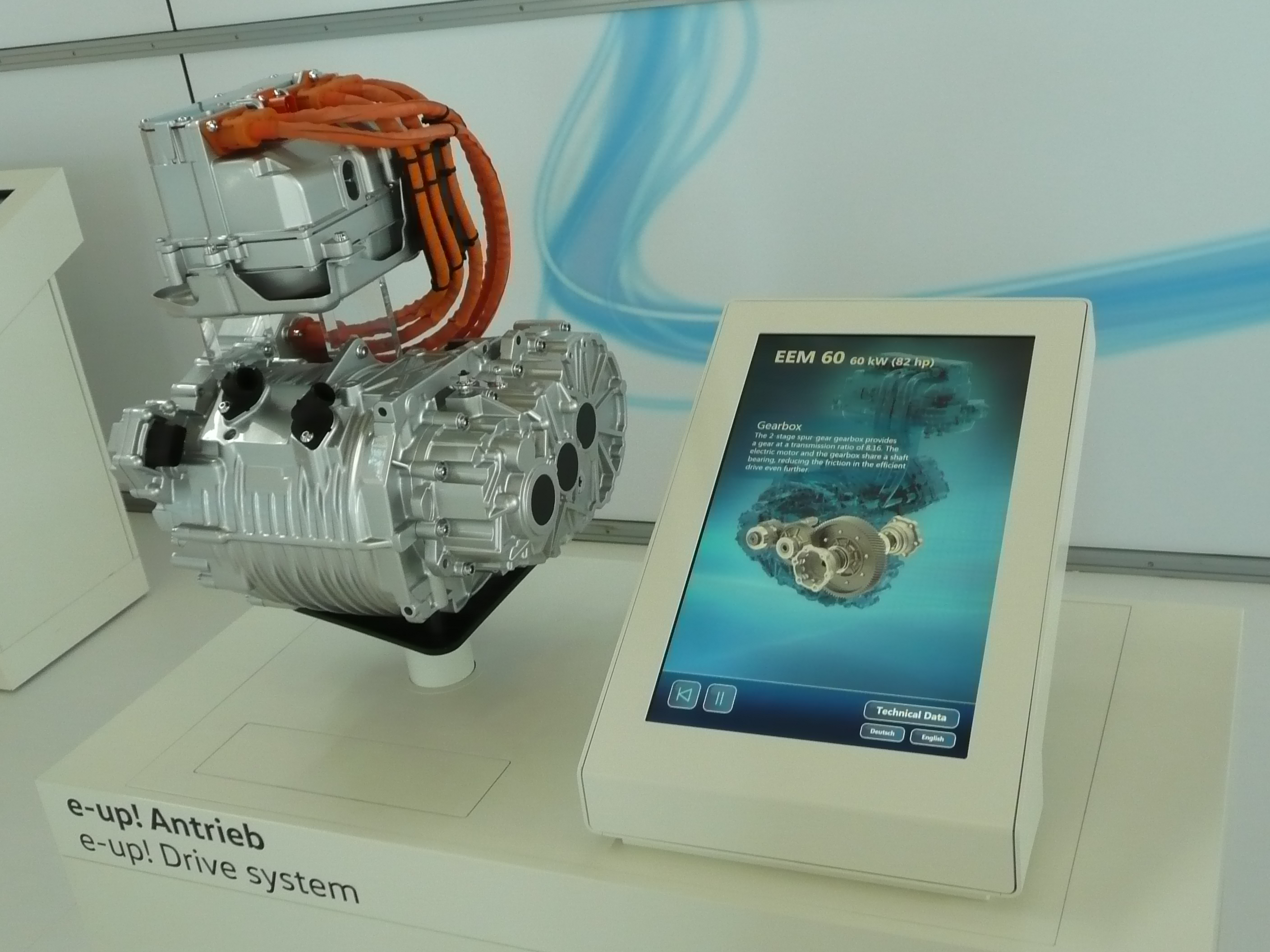
Antrieb des e-up! (technisch identisch zum e-Golf Antrieb, lediglich Rotor und Stator der Synchronmaschine sind beim e-Golf länger und das Getriebe wurde auf ein höheres Drehmoment ausgelegt)

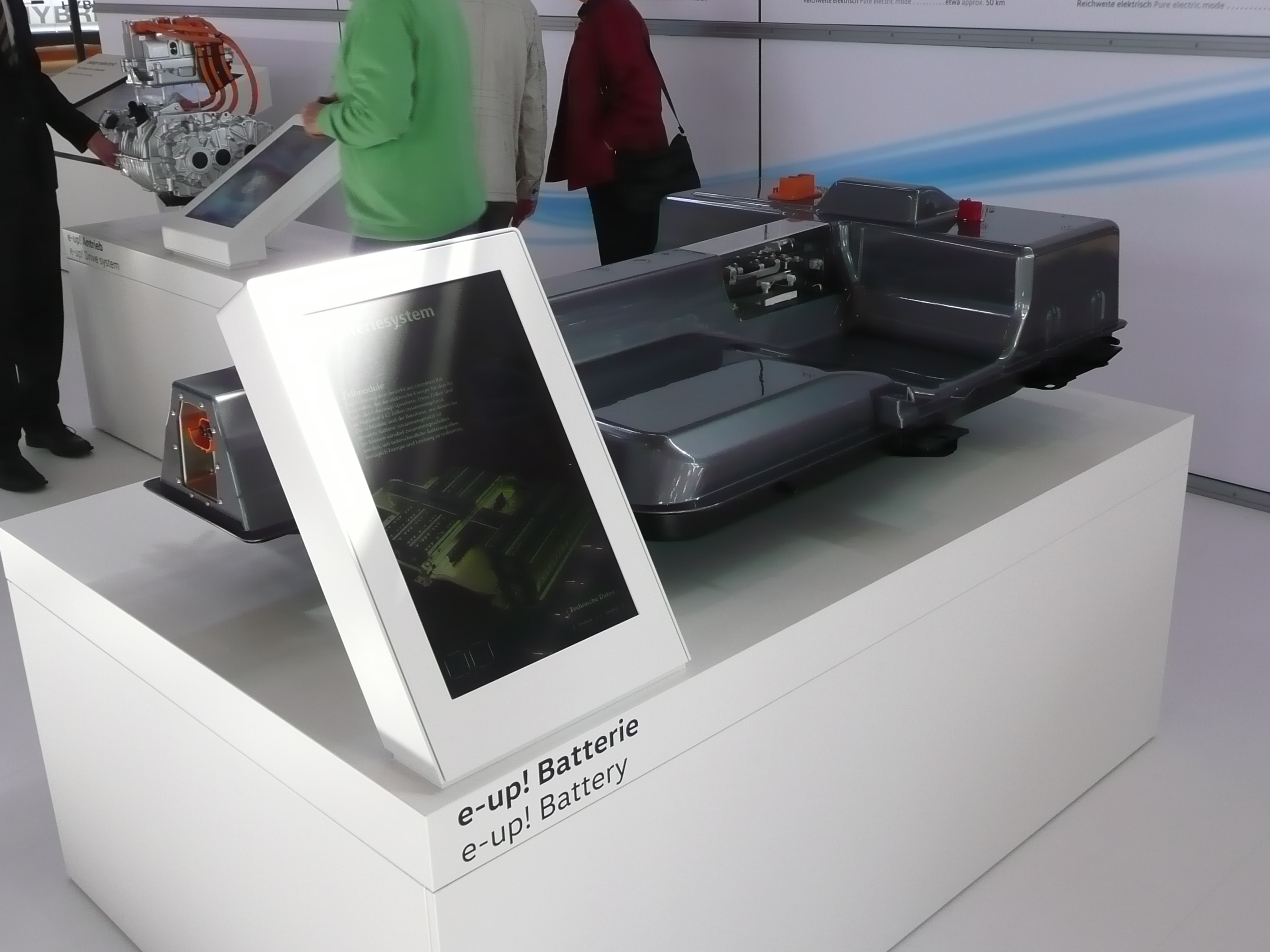
Batterie des e-up, ähnelt der Batterie des e-Golf.

2014 stellte Volkswagen den e-Golf vor, der mit einem 85 kW starken Elektromotor und einem Lithium-Ionen-Akkumulator mit einer Kapazität von 24,2 kWh ausgestattet war. Damit waren Fahrten bis 150 km mit maximal 140 km/h möglich.  Mit dem serienmäßigen AC-Bordlader lässt sich eine leere Batterie in etwa 8 Stunden aufladen. Mit dem wahlweise lieferbaren Combined Charging System werden 80 % Ladezustand nach 30 min erreicht. 2017 wurde eine verbesserte Version vorgestellt, mit 100 kW, 150 km/h, 35,8 kWh und realer Reichweite über 200 km.